# Cenzura în Uniunea Sovietică

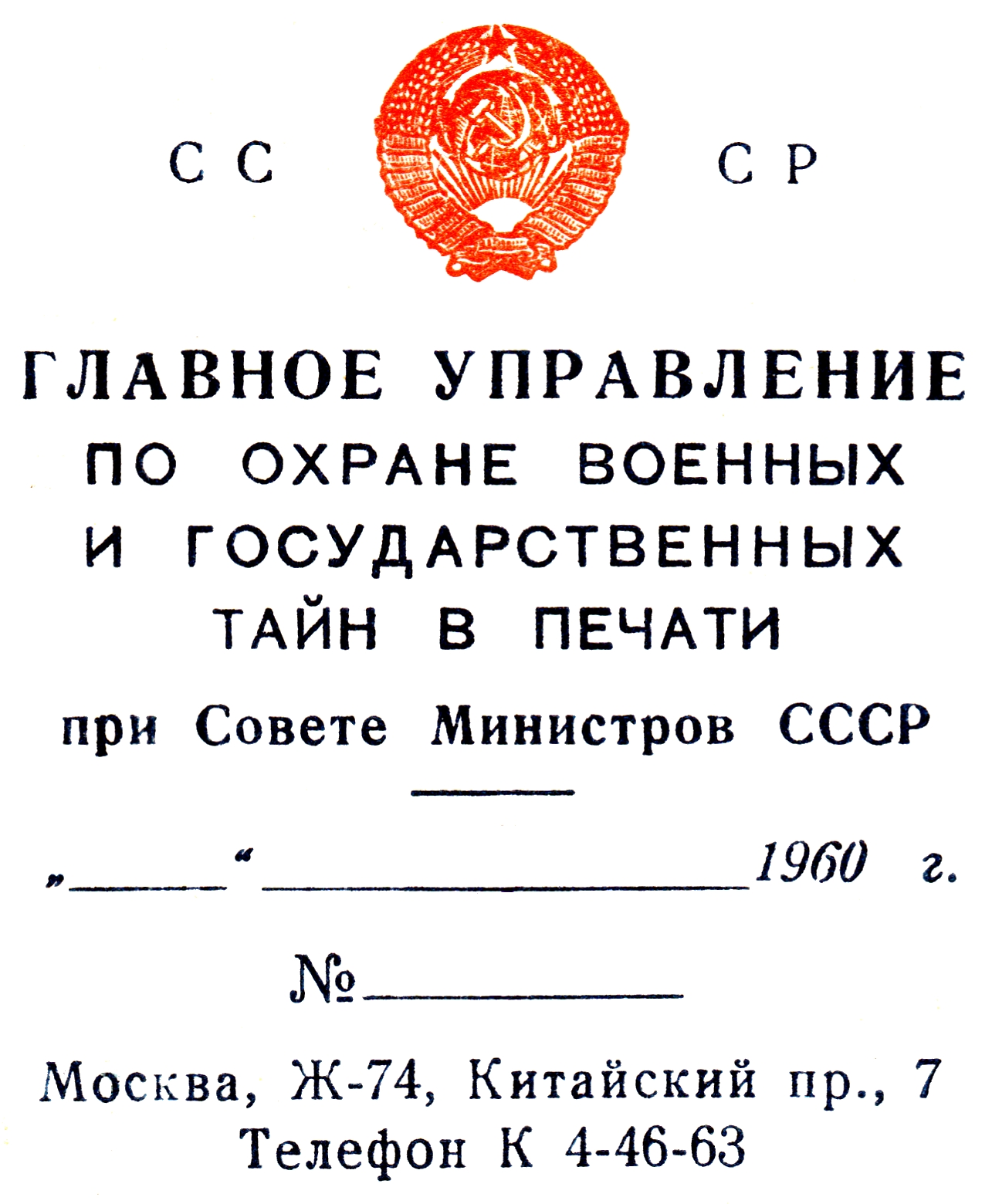
Antet de scrisoare a Direcției Generale pentru Literatură și Edituri, 1960

Cenzura în URSS a fost controlul exercitat de organele statului și Partidului Comunist din Uniunea Sovietică asupra conținutului și difuzării informațiilor, inclusiv a lucrărilor tipărite, a producțiilor muzicale și scenice, lucrări de pictură, lucrări cinematografice și fotografice, emisiuni de radio și televiziune, având ca scop suprimarea oricăror sursele de informare alternative la cele oficiale, să restricționeze sau să împiedice diseminarea ideilor și informațiilor considerate dăunătoare sau nedorite.
Sistemul de cenzură politică generală includea diverse forme și metode de control ideologic și politic - pe lângă cele directe (interzicerea publicării, intervenția cenzurii, respingerea manuscriselor), se aplicau o serie de metode indirecte legate de politica de personal, de editare, de drepturi de autor.
Funcțiile de control al cenzurii au fost încredințate unor instituții speciale ale statului.
Cenzura controla toate canalele oficiale interne de distribuție a informațiilor: cărți, periodice, radio, televiziune, cinema, teatru, informațiile venite din exterior (bruierea posturilor de radio străine care emiteau în limbile popoarelor din URSS, controlul scrupulos al materialelor tipărite în presa străină cu teme antisovietice). A existat, de asemenea, o autocenzură generalizată.
Principalele obiecte ale cenzurii erau așa-numita „propagandă antisovietică” (care includea tot ceea ce nu se conforma cu percepțiile ideologice curente), secretele militare și economice (de exemplu, informații despre centrele de detenție și hărțile topografice), informații negative despre starea de lucruri din țară (dezastre, probleme economice, conflicte interetnice, fenomene sociale negative etc), ca și informațiile care ar fi putut da naștere la agitație și dezordini nedorite. 
Cenzura în SSR a fost în primul rând ideologică. Unii cercetători notează că cenzura sovietică nu a împiedicat de cele mai multe ori difuzarea unor scene violente, dacă acestea erau în concordanță cu atitudinile ideologice curente - de exemplu, demonstrarea distrugerii dușmanilor regimului sovietic sau denunțarea atrocităților inamicului, dar, în același timp, alți cercetători susțin că de-a lungul întregii perioade a istoriei audiovizualului sovietic nu a existat o astfel de problemă precum impactul negativ al imaginilor cu violență în emisiunile de televiziune
Majoritatea cercetătorilor remarcă natura totalitar a cenzurii sovietice și subordonarea autorităților de cenzură controlului Partidului Comunist al Uniunii Sovietice. Activiștii pentru drepturile omului au susținut că practicile de cenzură încălcau obligațiile internaționale ale URSS.
Există opinii diferite cu privire la existența cenzurii informațiilor științifice și tehnice. Un cenzor de rang înalt, Vladimir Solodin, susținea că „cenzura nu a controlat niciodată literatura tehnică și literatura științifică”, dar o serie de cercetători scriu că domenii științifice întregi precum fizica nucleară,  psihologia,  sociologia,  cibernetica,  biologia,  genetica au fost interzise sau cenzurateÎn plus, operele autorilor individuali au fost interzise indiferent de forma și conținutul lor..
Potrivit expertului în securitate informațională N.V. Stolyarov, în URSS exista o „prezumție a secretului de stat” și o „înstrăinare a instituției secretului de societate”. Ca urmare, funcționarea acestei instituții „nu a fost supusă unei analize critice serioase”..

## Istoric

### Contextul istoric
Vedeți și:  Lista cărților la care s-a renunțat , Cenzura în Imperiul Rus, și Comitetul de cenzură 

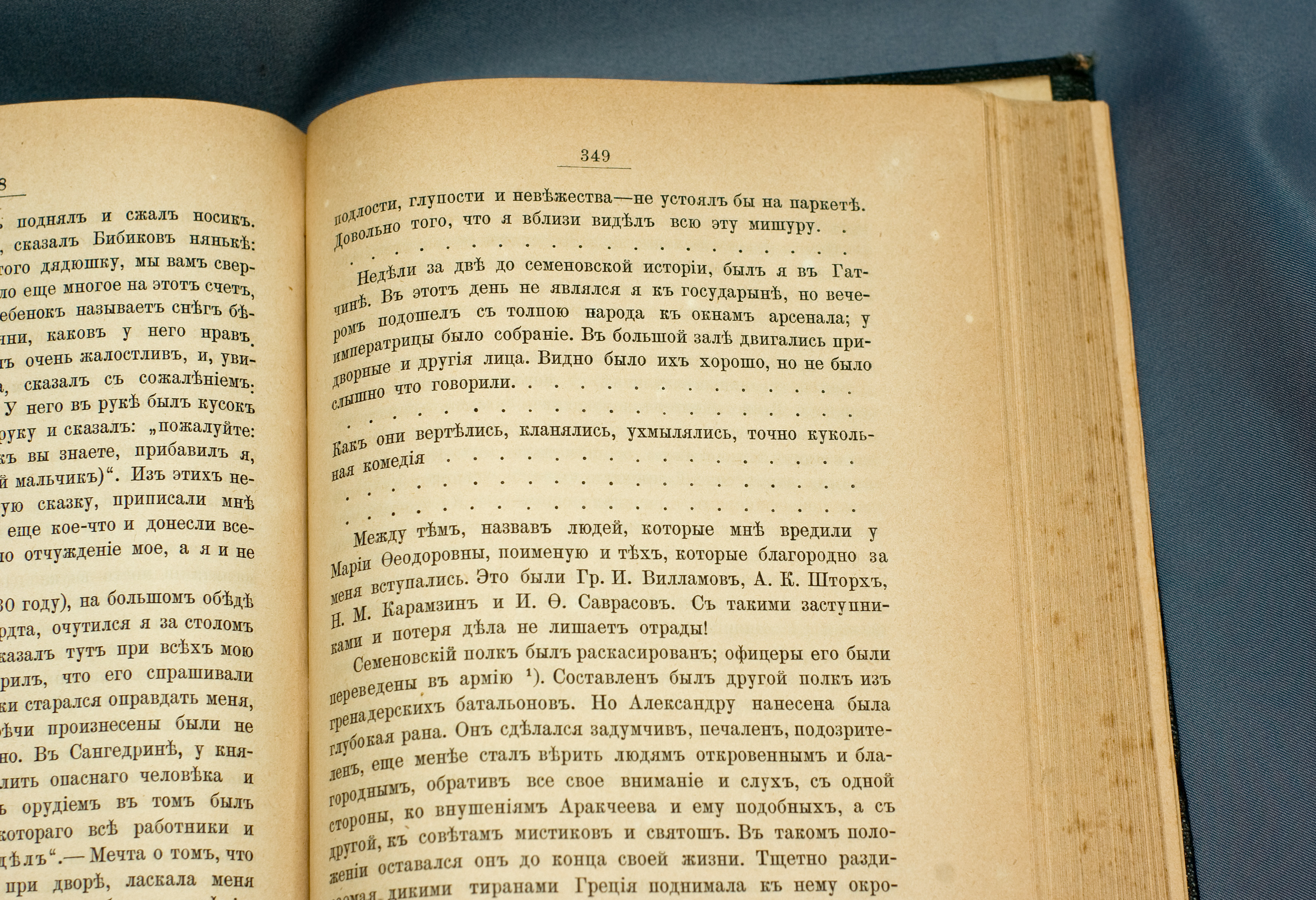
Un exemplu de cenzură prerevoluționară. Cartea „Însemnări din viața mea” a lui Nikolai Ivanovici Greci, publicată în Sankt Petersburg în 1886. Cuvintele cenzurate au fost înlocuite cu puncte

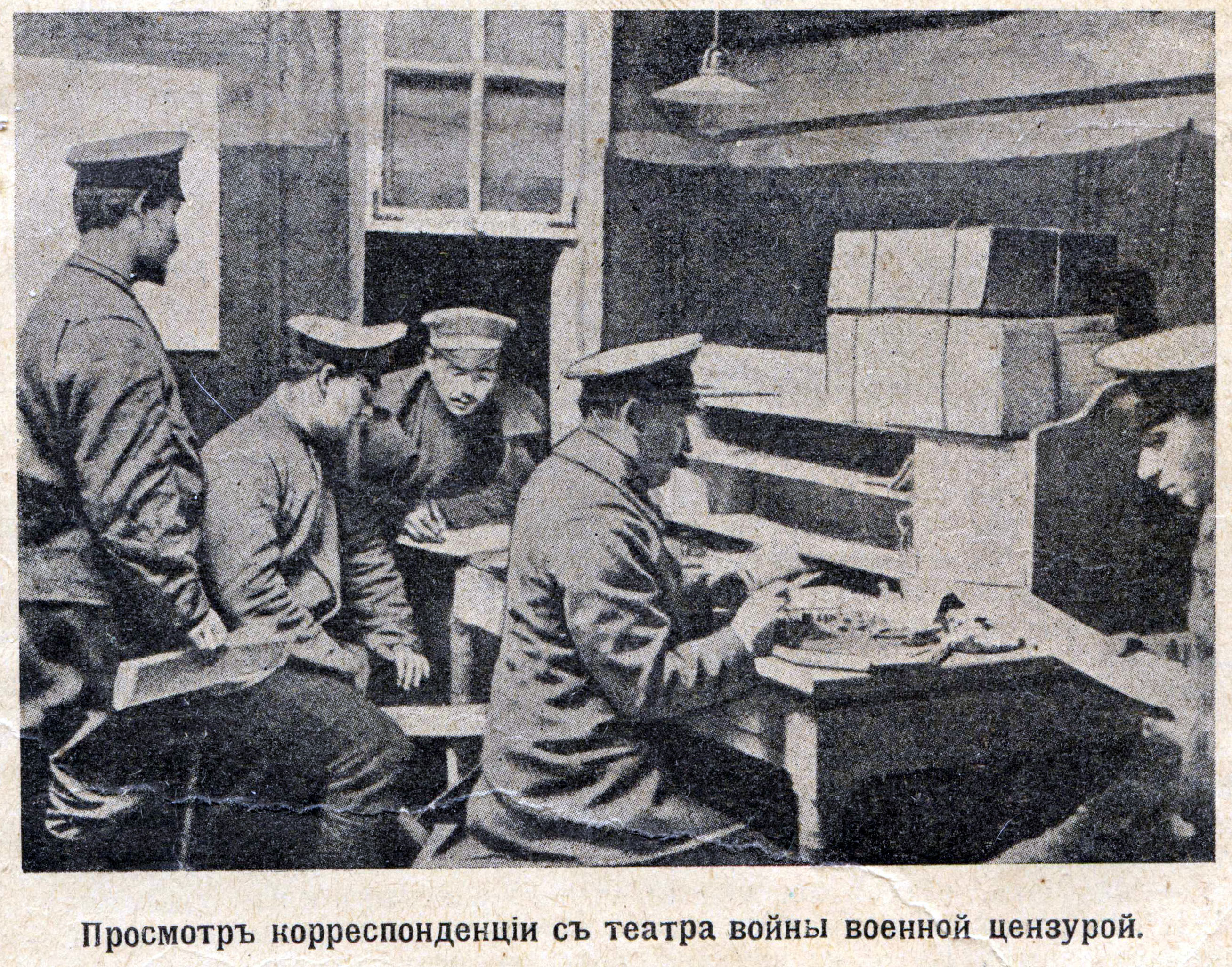
Cercetarea scrisorilor de către cenzura militară a armatei ruse (1915)

Interdicția de a citi anumite cărți a apărut în Rusia încă de la Creștinarea Rusiei Kievene (primul index al cărților interzise care a supraviețuit datează din 1073).
Cenzura propriu-zisă, mai întâi religioasă și apoi laică, a existat în Țaratul Rusiei și mai apoi în Imperiul Rus încă din a doua jumătate a secolului al XVI-lea, când a început aici tipărirea cărților. Până în ultimul sfert al secolului al XVIII-lea, a existat un monopol de facto al statului în domeniul tipăririi de cărți. „Epoca de teroare a cenzurii”, sau „cei șapte ani întunecați”, este menționată ca fiind ultimii ani ai domniei lui Nicolae I (1848-1855). Istoricul rus Arlen Blium a scris că există multe asemănări între metodele de cenzură din această perioadă și cele ale cenzurii comuniste .
Unul dintre cei mai notabili denunțători ai cenzurii din acea vreme a fost Mihail Saltîkov-. În ciuda tuturor impedimentelor, în perioada 1901-1916, în Rusia au fost tipărite 14 mii de periodice, dintre care 6.000 în Petersburg și Moscova. După cum scrie profesorul eston Pavel Reifman, cenzura în Rusia pre-revoluționară era dură, dar „în Uniunea Sovietică a căpătat o nouă calitate, a devenit atotcuprinzătoare, atotputernică”.

### Introducerea cenzurii în Rusia sovietică și justificarea ei
Cenzura severă a fost introdusă de Partidul Comunist al Uniunii Sovietice la scurt timp după preluarea puterii. Tipografiile au fost confiscate, iar tipărirea ziarelor "burgheze" a fost oprită. V. I. Lenin a spus: „Am mai declarat că vom închide ziarele burgheze dacă vom lua puterea în mâinile noastre. A tolera existența acestor ziare înseamnă să încetezi să mai fii socialist”.
Încă din 27 octombrie (stil vechi) / 9 noiembrie (stil nou) 1917, Sovnarkom a emis un „Decret privind presa”, prin care au fost închise ziarele:
1. care cheamă la rezistență deschisă sau nesupunere față de guvernul muncitorilor și țăranilor;
2. care semăna confuzie printr-o denaturare vădit calomnioasă a faptelor;
3. care solicită acte cu caracter vădit penal.

Publicațiile care se opuneau bolșevicilor au comparat decretul de presă cu regulile din 1890 ale cenzurii țariste și au subliniat asemănările de conținut ale acestora. Pe baza „Decretului privind presa”, peste 470 de ziare de opoziție au fost închise sau și-au încetat existența între octombrie 1917 și iunie 1918..
La 4 (17) noiembrie, Comitetul Executiv Central al întregii Rusii a adoptat, cu majoritate de voturi, o rezoluție a fracțiunii bolșevice care susținea politica de presă a Sovnarkomului. Pe 6 (19) noiembrie, o reuniune a comisarilor sindicatului muncitorilor tipografi|, condusă de menșevici, a decis să înceapă o grevă generală pentru a protesta împotriva închiderii ziarelor. Comitetele centrale ale Partidelor Menșevic și Socialist Revoluționar, ale Dumei orașului Petrograd și Sindicatului muncitorilor tipografi au înființat „Comitetul pentru lupta pentru libertatea presei”. Cu toate acestea, greva a eșuat pentru că nu a fost susținută de majoritatea muncitorilor din tipografie.
La 8 noiembrie 1917, Sovietul Comisarilor Poporului a emis un decret „Cu privire la monopolul asupra tipăririi anunțurilor publicitare”, conform căruia numai publicațiile guvernamentale puteau tipări reclame. Acest decret a privat toate celelalte mijloace de informare în masă de venituri în numerar.
Pe 28 ianuarie 1918, Sovietul Comisarilor Poporului a adoptat un decret „Cu privire la Tribunalul Revoluționar al Presei”, conform căruia „discursurile contrarevoluționare” erau pedepsite cu sancțiuni care mergeau de la amenzi și închiderea ziarului până la privarea de drepturi politice sau de libertate. Tribunalul avea puterea de a închide publicațiile care „răspândesc informații false”. Tribunalele presei au funcționat până în mai 1918.
Pe martie 1918, Sovnarkom a adoptată decretul „Cu privire la controlul în întreprinderile cinematografice”, prin care industria cinematografică privată era subordonată sovietelor locale, iar în august 1919 întreaga industrie fotografică și cinematografică a fost naționalizată.
În perioada 1918-1919, toate tipografiile private și industria hârtiei au fost naționalizate	, astfel că nu mai puteau apărea organe de presă fără permisiunea guvernului. Baza legală a acestei decizii a fost rezumată în Constituția RSFSR din 1918, care garanta libertatea de exprimare doar muncitorilor și țăranilor săraci, dar nu și celorlalte clase sociale.
Partidul Comunist de guvernământ din URSS a proclamat „unitatea socio-politică și ideologică a societății”, iar pluralismul ideologic a fost respins din principiu:
„Partidul leninist ... se opune în mod ireconciliabil tuturor opiniilor și acțiunilor contrare ideologiei comuniste”
În volumul 46 al celei de-a doua ediții a  Marii Enciclopedii Sovietice (1957), în articolul „Cenzura” se preciza:
„ C[enzura] din URSS are un caracter complet diferit de cel al statelor burgheze. Este un organ al statului socialist; activitățile sale au ca scop protejarea secretelor militare și de stat în presă și prevenirea publicării de materiale care pot dăuna intereselor muncitorilor. Constituția URSS (art. 125) garantează tuturor muncitorilor libertatea presei, garantată prin punerea la dispoziția muncitorilor și a reprezentanților lor a unor tipografii, a unor stocuri de hârtie și a altor condiții materiale.”
În ediția a 3-a a Marii Enciclopedii Sovietice (1969-1978), în articolul "Cenzura" se preciza deja
„Constituția URSS, în conformitate cu interesele poporului și în scopul consolidării și dezvoltării sistemului socialist, garantează cetățenilor libertatea presei. Se instituie un control de stat pentru a împiedica publicarea în presa deschisă și difuzarea prin mijloacele de informare în masă a informațiilor care constituie un secret de stat și a altor informații care ar putea fi în detrimentul intereselor lucrătorilor.”
Potrivit lui doctorului în istorie Alexandr Moiseievici Nekrici, scopul cenzurii sovietice era „de să creeze nouă memorie colectivă a poporului, să arunce la gunoi amintirile a ceea ce s-a întâmplat în realitate, să excludă din istorie tot ceea ce nu corespunde sau respingea direct pretențiile istorice ale PCUS”..

### Cenzura militară și controlul politic al OGPU
Odată cu izbucnirea războiul civil, a fost introdusă cenzura militară pe teritoriul țării controlat de Armata Roșie, care se ocupa de toate informațiile legate de chestiuni militare. La început Revvoensoviet și Comisariatul Poporului pentru Poștă și Telegraf al RSFSR. Începând cu anul 1921 toate funcțiile cenzurii militare au fost transferate la CEKA (mai târziu OGPU).
Pe 21 iunie 1918, Lev Troțki, președintele  Sovietului Militar Revoluționar al Republicii, a aprobat „Regulamentul pentru cenzura militară a ziarelor, revistelor și a tuturor lucrărilor de presă” și „Lista informațiilor supuse examinării preliminare”. De asemenea, a fost elaborată o „Instrucțiune pentru cenzorii militari” și a fost creat un departament de cenzură militară în cadrul departamentului operațional al Sovietului Militar Revoluționar. Pe 23 decembrie a fost emis un nou „Regulament privind cenzura militară”. Ca parte a acestei reglementări, au fost înființate departamente de cenzură militară. Regulamentul a fost perfecționat și îmbunătățit anual.
Pe 10 august 1920, Sovietul Militar Revoluționar (Revvoensoviet) a adoptat un document conform căruia toate redacțiile ziarelor, editurilor, a celor care publicau fotografii etc trebuiau „să prezinte cenzurii militare preliminare, în două exemplare ..., toate tipăriturile destinate publicării (cu excepția formularelor cu antet, registrelor comerciale și altele asemenea), iar la publicare să trimită Biroului Cenzurii Militare câte două exemplare din fiecare dintre tipăriturile revizuite de cenzura preliminară”. „Toți editorii de filme, atunci când lansează un nou film, trebuie să invite un reprezentant al cenzurii militare la o proiecție de probă” . În același timp, funcțiile de cenzură militară ale oficiilor poștale, ziarelor și telegrafelor au fost transferate la Divizia Specială a Ceka. Transferul complet al tuturor funcțiilor cenzurii militare către Ceka a fost finalizat în august 1921..
Pe 21 decembrie 1921 a fost înființat în cadrul OGPU departamentul de control politic, care se ocupa de cenzurarea corespondenței poștale și telegrafice. Atribuțiile acestui serviciu erau mai largi decât cele ale cenzurii militare desființate: pe lângă cenzurarea și confiscarea corespondenței, membrii acestui serviciu au monitorizat activitatea tipografiilor, și librăriilor, au examinat publicațiile tipărite, produsele tipografice și cinematografice importate sau exportate din țară, începând cu 8 martie. 1922 a exercitat un control politic asupra activităților teatrelor și cinematografelor
21 decembrie 1921 și în cadrul OGPU a fost organizat un departament de control politic, care se ocupa de perusal corespondența poștală și telegrafică. Competențele acestui departament erau mai largi decât cele ale cenzurii militare care a fost desființată puțin mai devreme: pe lângă citirea și confiscarea corespondenței, angajații acestui serviciu monitorizau activitatea tipografiilor, librăriilor, cercetau publicațiile tipărite importate și exportate din țara, tipografie și produse cinematografice. Din 8 martie 1922 a exercitat un control politic asupra activităților teatrelor și cinematografelor. Din 21 iunie 1922, Departamentul de Control Politic a fost condus de Boris Etingof, iar de la 1 mai 1923 a fost înlocuit de Ivan Surta.
Ulterior, membrii Departamentului de Control Politic au înaintat propuneri conducerii pentru revocarea deciziilor de autorizare a operelor literare date de Direcția Generală pentru Literatură și Edituri și Comisia principală pentru controlul spectacolelor și al repertoriului. În special, la recomandarea acestui departament, în 1922, OGPU a decis să confiște o colecție de povestiri de Boris Pilniak, „Смертельное манит”, care trecuse cu bine de cenzură.
Conform unui raport al lui Etingof către adjunctul șefului departamentului secret-operativ al GPU Ghenrih Iagoda din 4 septembrie 1922, numai în luna august 1922, Departamentul de Control Politic a examinat 135.000 din cele 300.000 de scrisori primite în RSFSR din străinătate și a cenzurat toate cele 285.000 de scrisori trimise din RSFSR în străinătate.

### Cenzura în timpulNoii Politici Economice
După încheierea Războiului Civil și proclamarea  Noii Politici Economice în Rusia bolșevică au apărut multe edituri, ziare și reviste private noi, a apărut o nou presă independentă, iar presa de sovietică de partid s-a aflat într-o „criză gravă”. În același timp, a avut loc o discuție publică între Lenin și G. I. Miasnikov, care a cerut democratizarea, „libertatea de exprimare și a presei” cuprinzătoare, de la „monarhiști la anarhiști inclusiv”.
Ca răspuns la sugestiile lui Miasnikov, Lenin a scris :
„Libertatea presei în RSFSR, înconjurată de dușmanii din întreaga lume, este organizării politice politice a burgheziei și a celor mai credincioși slujitori ai acesteia, menșevicii și social-revoluționarii. Acesta este un fapt de necontestat. Burghezia (din întreaga lume) este chiar mai puternică decât noi de câteva ori. Să-i oferi o armă precum libertatea de organizare politică (libertatea presei, pentru că presa este centrul și baza organizării politice) înseamnă să ușurezi munca dușmanului, să ajuți dușmanul de clasă. Nu vrem să ne sinucidem și, prin urmare, nu o vom face.”
În afară de celebra frază că „cea mai importantă dintre toate artele... este cinematograful”, Lenin, în aceeași conversație cu Anatoli Lunacearski, a declarat:
„ Desigur, mai este nevoie de cenzură. Nu ar trebui să aibă loc filmări contrarevoluționare și imorale”
Lenin a cerut restricții mai stricte în materie de cenzură și a autorizat, de asemenea, expulzarea din Rusia a unui grup mare de scriitori, filosofi și alți oameni de știință și personalități culturale pe care bolșevicii îi considerau dușmani ai regimului sovietic.

### Centralizarea cenzurii
În anii 1920, organele de cenzură dispersate au fost centralizate. Principala dintre ele, ca urmare a numeroaselor transformări și reorganizări, a fost Glavlit - (Glavnoie upravlenie po dielam literatourî i izdatielstv - Direcția Generală pentru Literatură și Edituri). Sistemul de cenzură instituit în acei ani a fost atât de eficient încât a existat fără modificări fundamentale până la destrămarea Uniunii Republicilor Sovietice Socialiste.
În această perioadă, restricțiile cenzurii au fost intensificate. Ofițerii OGPU se infiltrau în cercurile literare pentru a identifica și a suprima publicarea de lucrări "antisovietice". Una dintre primele victime ale cenzurii a fost Mihail Bulgakov. De asemenea, a fost interzisă difuzarea de informații despre lagărele de concentrare Solovețki, accidente feroviare, rapoarte ale reuniunilor Comisiei pentru probleme ale minorilor, informații despre greve, demonstrații în masă antisovietice, manifestări, revolte și tulburări și multe altele. Repertoriile teatrelor, prelegerile din cluburile sătești și până și gazetele de perete au fost luate sub control.
Pentru ca să evite problemele cu cenzura, editorii au fost nevoiți uneori să recurgă la tot felul de trucuri. Astfel, în a doua parte a traducerii nuvelei „The Maracot Deep” a lui Arthur Conan Doyle, care a apărut în numerele 5 și 6 al revistei Всемирный следопыт din 1929, textul a fost prescurtat, iar traducătorul a înlocuit o parte a textului original.
În 1925 a existat o interdicție de publicare a informațiilor despre sinucideri și cazuri de nebunie cauzate de șomaj și foamete. Nu se putea scrie  „despre infestările pâinii cu gărgărițe, acarieni și alți dăunători, pentru a evita panica... și o interpretare răuvoitoare a acestor informații”..
În 1929, Glavlit a stabilit că dansurile ar trebui să fie autorizate:  „Prin prezenta se clarifică faptul că, în fiecare caz în parte, problema autorizării unui dans ar trebui să fie coordonată cu Glavlit și autoritățile locale de educație politică”.

### Gosizdat – Editura de Stat a RSFSR
Potrivit istoricilor, un rol important în formarea cenzurii sovietice a fost jucat de perioada 1919-1921, când a fost făcută prima încercare de centralizare a controlului. În acest scop, a fost înființată „Editura de Stat a RSFSR” (Gosizdat), care a reunit departamentele de presă ale Comitetului Executiv Central al întregii Rusii, ale Sovietelor de la Moscova și Petrograd și ale mai multor alte organisme. Pe 21 mai 1919 a fost promulgat „Regulamentul Comitetului Executiv Central privind Editura de Stat”. Șeful Gosizdat a fost numit Vațlav Vorovski. Gosizdat a devenit un organism de stat și a îndeplinit funcțiile de cenzură centralizată a întregii industrii editoriale până la apariția Glavlit.
Cenzura în cadrul Gosizdat a fost gestionată de Departamentul politic. A fost condusă de Nikolai Meșceriakov, care mai târziu a devenit primul șef al Glavlitului.

### Crearea Glavlit (Direcția Generală pentru Literatură și Edituri)
Sovietul Comisarilor Poporului (Sovnarkom) al RSFSR a emis un decret pe 6 iunie 1922 prin care a înființat Direcția Generală pentru Literatură și Edituri în cadrul Comisariatului Poporului pentru Educație (Narkompros) cu scopul de a „combina toate tipurile de cenzură a lucrărilor tipărite”. Glavlit era subordonat în mod oficial  Comisariatului Poporului pentru Educație (Narkompros), iar din 1946 direct guvernului sovietic, dar de fapt cenzura a fost controlată practic de organele de partid încă din primele zile. Șeful Lista de membri ai Glavlit a fost aprobată de Comitetul Central al Partidului Comunist la propunerea șefului Departamentului de presă și publicații al Comitetului Central. După formarea URSS, Glavlit a organizat structuri locale la nivel republican și o rețea la nivel regional. Singura republică fără un Glavlit republican separat a fost Republica Sovietică Federativă Socialistă Rusă (RSFSR). Cenzura din RSFSR a fost sarcina directă a Direcției Sovietice Generale pentru Literatură și Edituri.
Pe 9 februarie 1923 a fost înființat un Comitetul General pentru Repertoriu (Glavrepertkom) în cadrul Glavlit pentru supravegherea tuturor evenimentelor de divertisment.
În 1925, sub eticheta „Stric secret” (Совершенно секретно), Glavlit a publicat prima „Lista de informații care constituie secrete și nu fac obiectul difuzării pentru a proteja interesele politice și economice ale URSS”. Textul primei liste avea 16 pagini și conținea 96 de articole . În plus față de această listă, au fost emise circulare care indicau subiecte interzise. Numărul acestora a crescut rapid. Documentul cu care au lucrat cenzorii în ultimii ani de existență a URSS conținea 213 paragrafe, fiecare cu 5, 6 sau chiar 12 puncte.
Ulterior a fost inventat termenul „ zalitovat’ (залитовать) ” – viza cenzorului Glavlit care dădea permisiunea de publicare. Toate cărțile, revistele și scenariile de film au fost supuse cenzurii. Fragmentele care nu erau dorite de autorități au fost retrase, ceea ce a înrăutățit adesea valoarea artistică a operei. Lucrările originale și pline de imaginație puteau fi interpretate de cenzori ca fiind aluzii la greșelile autorităților existente, critici mascate sau satire.
„ Fără o viză a autorităților Glavlit, nu putea apărea nicio lucrare tipărită care să aibă măcar o urmă de semnificație verbală - până la timbrul poștal, cartea de vizită, autocolantul de chibrituri și cartea de invitații.”— Арлен Блюм ,  Советская цензура в эпоху тотального террора [Cenzura sovietică într-o epocă a terorii totale] 
Publicațiile Partidului Comunist, Cominternului, publicațiile Editurii de Stat a RSFSR,  Izvestia Comitetului Central Executiv, lucrările științifice ale Academiei de Științe  erau exceptate de la controlul Glavlit (adică de la orice cenzură, cu excepția cenzurii militare). La un moment dat și publicațiile Institutului de Informare Științifică în domeniul științelor sociale al Academiei de Științe a Rusiei au fost, de asemenea, exceptate de la cenzura prealabilă și, conform unor rapoarte, o serie de reviste de specialitate.
Șeful Glavlit Pavel Lebedev-Polianski a înaintat pe 7 martie 1927 un memorandum Biroului Organizațional al Comitetului Central al CC al PCUS cu privire la activitatea organizației. Acesta a declarat:
„În domeniul literaturii artistice, critică de artă, teatru și muzică, să se elimine literatura îndreptată împotriva construcției sovietice... Nu trebuie permisă literatura pe probleme de filosofie, sociologie, o tendință puternic idealistă, permițând doar o circulație limitată a literaturii clasice și a literaturii științifice... Se poate și trebuie să se dea dovadă de strictețe în privința publicațiilor cu tendințe artistice burgheze pe deplin formate ale oamenilor de litere. Trebuie manifestată lipsa de milă față de astfel de grupări artistice și literare...”
La 13 aprilie 1928, un decret al Consiliului Comisarilor Poporului a instituit un singur organism care să gestioneze întreaga sferă a culturii - Sovietul General al Artelor din Comisariatul Poporului pentru Educație (Glaviskusstvo). Funcțiile sale s-au suprapus atât de des cu cele ale Glavrepertkom, încât la 26 februarie 1929, Sovietul Comisarilor Poporului a emis un ordin „Cu privire la împărțirea funcțiilor între Comitetul General pentru Repertoriu (Glavrepertkom) și Sovietul General al Artelor (Glaviskusstvo)”, care a încredințat Glavrepertkom „controlul politic al repertoriului întreprinderilor de divertisment”, fără a interveni „în una sau alta dintre interpretările sau stilul de interpretare publică (punere în scenă) a unei opere”.

### Apariția cenzurii emisiunilor radiofonice
Aproape simultan cu apariția transmisiunilor radiofonice regulate în 1924 a apărut sistemul de cenzură a emisiunilor radiofonice. Ea a fost în cele din urmă stabilită în 1927 printr-un ordin al Societății pe acțiuni „TransmisiuniRadio” (Радиопередачи), conform căruia toate emisiunile trebuiau să aibă un text pregătit în prealabil și certificat de cenzură.
În 1928, activitatea „TransmisiuniRadio” a fost considerată ineficientă, iar societatea a fost lichidată. În ianuarie 1933 a fost înființat „Comitetul Uniunii Sovietice pentru Radiodifuziune din cadrul Sovietului Comisarilor Poporului din URSS”, care era deja un organism de stat, ca și Editura de Stat a RSFSR (Gosizdat).

### Crearea de „depozite speciale”

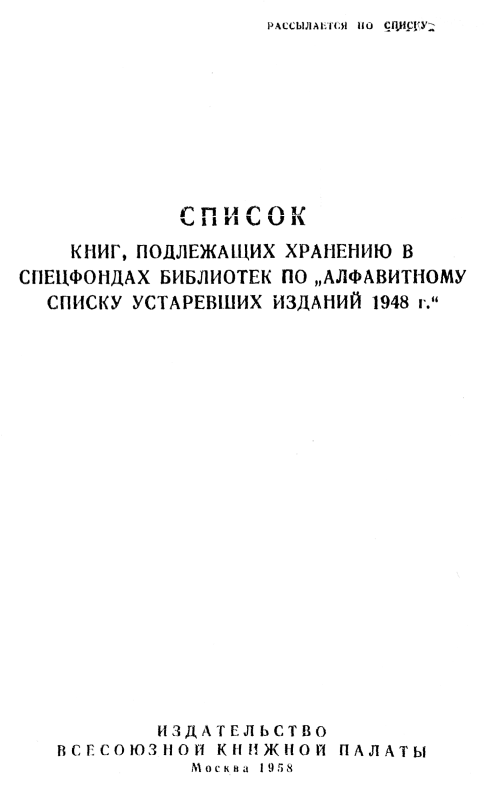
Lista cărților care trebuie păstrate în colecții speciale în biblioteci conform „Listei alfabetice a publicațiilor învechite din 1948”

La începutul deceniului al treilea, a avut loc o epurare masivă a fondurilor de carte ale bibliotecilor, fiind îndepărtată literatura „străină din punct de vedere ideologic”. O figură activă în această campanie a fost soția lui Lenin, Nadejda Krupskaia.
La început, cărțile erau pur și simplu distruse, dar până în 1926 marile biblioteci au înființat așa-numitele „depozite speciale” - departamente în care erau plasate, la ordinul autorităților de cenzură, cărți și periodice care, în opinia autorităților, puteau fi puse la dispoziție doar cu o autorizație specială. În „Regulamentul privind depozitrele speciale din bibliotecă”, publicat în noiembrie 1926, se preciza că depozitele speciale trebuie să cuprindă:
1. literatură publicată în URSS și retrasă din uzul general,
2. literatură rusă din străinătate (de importanță științifică sau politică),
3. publicații transferate de alte instituții la biblioteca publică pentru depozitare specială.

Primele depozite speciale din marile biblioteci au fost create pe baza unor „departamente secrete” care existau încă dinainte de revoluție, cu un număr destul de mic de cărți confiscate. Dimensiunea depozitelor speciale sovietice a fost uriașă: unele dintre ele au acumulat până la sfârșitul anilor 1980 până la jumătate de milion de cărți și periodice.
Ulterior, lista de literatură care urma să fie transferată în depozite speciale a fost completată și extinsă în mod constant. De asemenea, operele autorilor reprimați au fost trimise în depozite speciale. Publicațiile străine au fost supuse unei evaluări deosebit de părtinitoare. Mai mult de 400 de ziare politice occidentale importante și toate publicațiile emigranților, indiferent de conținutul lor, nu au fost clasificate pentru uz general și au fost destinate direct „fondurilor speciale”.
Orice literatură străină era împărțită în două mari categorii: pentru uz general (pentru distribuire deschisă în magazine, biblioteci etc) și interzisă uzului general. Ulterior, au fost identificate patru niveluri de acces la literatura de specialitate din categoria interzisă: 1c, 2c, 3c și 4c („c” de la спец– special) 

Doar depozitele speciale ale CC al PCUS, agențiile de securitate de stat, Bibliotecii de Stat „Lenin” și Institutului de Informare Științifică în domeniul științelor sociale al Academiei de Științe a Rusiei aveau nivelul de acces „1s”. Depozitele speciale de un nivel inferior nu au primit toată literatura de specialitate. De exemplu, doar un sfert din literatura sosită în țară și interzisă pentru uz general a ajuns în fondurile din categoria „4s” (acesta era, de exemplu, depozitul special al Academiei de Științe a URSS)StudFiles (ed.). „Централизация цензуры” [Centralizarea cenzurii] (în rusă). Până la mijlocul anilor 1960, în depozitul special al Academiei Ruse de Științe existau 24433 de articole de depozitare..
Nivelul de acces a fost marcat de cenzorul Glavlit. Din 10 iunie 1938 și acest semn a fost o ștampilă sub formă de hexagon, care conținea numărul cenzorului, așa-numita „șaiba (шайба)”. O ștampilă hexagonală („șaiba”) însemna categoria „4s”, două - categoria „3s” și așa mai departe.
Un studiu special al literaturii care a ajuns în depozitul special al Bibliotecii Lenin a arătat următoarele grupuri de publicații:
1. Ediții rusești de la sfârșitul secolului al XIX-lea și începutul celui de-al XX-lea și literatura sovietică rusă de autori precum Anna Ahmatova, Osip Mandelștam, Mihail Bulgakov, Igor Severianin, Aleksei Remizov, Fiodor Sologub etc;
2. Literatură străină din secolul al XX-lea care a fost rar publicată în URSS; autori precum Marcel Proust, John Dos Passos și alții;
3. "tamizdat", sau lucrări ale unor autori ruși și sovietici interzise, publicate în străinătate (Aleksandr Soljenițîn, Boris Pasternak, Veaceslav Ivanov etc);
4. Cărți religioase (Biblia, Coran, Talmud) și lucrări ale filosofilor religioși ruși;
5. cărți de filozofie a autorilor occidentali și de psihologie;
6. Publicații sovietice și străine de semiotică sau structuralism.

Colecția specială a inclus în plus literatura științifică despre biologie, fizica nucleară, psihologie, sociologie, cibernetică și genetică. De asemenea, fondul includea literatură care a venit la bibliotecă de la diverse instituții și institute sovietice cu rubrica „pentru uz oficial” - în principal despre inginerie, economie și statistică.
M. V. Zelenov a remarcat că secția specială avea toate caracteristicile sistemului partidului-stat pentru producerea de informații și controlul asupra acestuia - „deasupra legii, anonimat, secret”.

### Protecția secretelor de stat
Înainte de 1921, în Rusia nu s-a făcut nicio încercare de reglementare a manipulării și stocării documentelor care conțineau secrete de stat. Pe 13 octombrie 1921, un decret al Sovietului Comisarilor Poporului a aprobat „Lista informațiilor care constituie secrete și care nu pot fi difuzate”. Informațiile au fost împărțite în două grupe: militare și economice. Pe 30 august 1922, Secretariatul Comitetului Central al PC Rus (b) a adoptat un decret „Cu privire la procedura de păstrare și circulație a documentelor secrete”. Acest document prevedea, pentru prima dată, crearea de unități secrete în cadrul organizațiilor pentru pregătirea și păstrarea dosarelor secrete.
Pe 24 aprilie 1926, Sovietul Comisarilor Poporului a aprobat o nouă „Listă de informații care, prin conținutul lor, sunt secrete de stat special protejate”. Informațiile au fost împărțite în trei grupe: informații militare, informații economice și alte informații. În plus, au fost introduse trei categorii de secretizare: „strict secret”, „secret” și „confidențial”. În iunie 1926, un departament special al OGPU a publicat o „Listă a corespondenței strict secrete, secrete și confidențiale”. Conținutul acestei liste a dezvoltat în detaliu lista Sovnarkom din 24 aprilie și a împărțit informațiile secrete în patru grupe: militare, financiare și economice, politice (inclusiv de partid) și generale.
La sfârșitul anilor 1920, a fost unificată componența organelor secrete și a fost stabilită un nomenclator standard pentru funcțiile aparatelor secrete ale instituțiilor și organizațiilor. Au fost înființate departamente secrete în principalele comisariate ale poporului și unități secrete în celelalte comisariate și departamente secrete în organizațiile mai mici. Structura agențiilor secrete cuprindea: un birou secret, un birou de mașini, un birou de redactare, un birou stenografic, un grup de control, un grup pentru lucrări de contabilitate și distribuire, un birou de legitimații și certificare.
În 1929, OGPU a adoptat o „Instrucțiune către organele locale ale OGPU pentru monitorizarea starea de secret a dosarelor de mobilizare ale instituțiilor și organizațiilor”. Astfel, controlul asupra respectării cerințelor de gestionare a documentelor secrete a fost încredințat departamentelor de bază ale OGPU.

### Cenzura în perioada 1930 – 1953
Această perioadă de dezvoltare a cenzurii sovietice a fost numită de istoricul și bibliograful Arlene Blium „epoca terorii totale” și de către profesorul Gennadi Jirkov epoca „cenzurii totale de partid”. În acești ani s-a conturat în cele din urmă un sistem de cenzură pe mai multe niveluri - de la autocenzură până la controlul Partidului Comunist asupra aparatului de cenzură. Nu numai că orice lucrare a autorilor epurați era interzisă, dar chiar și mențiunile despre acestea erau supuse cenzurii. Au fost interzise ramuri întregi ale științei (în special în sfera științelor umaniste).

### Înainte de al Doilea Război Mondial
Pe 5 septembrie 1930, Biroul Politic al Comitetului Central al Partidului Comunist a decis „să elibereze biroul central al Glavlitului de munca de previzualizare a materialelor tipărite”. În acest scop, a fost creată instituția comisarilor Glavlit la editurile de stat și publice, la organizațiile de radiodifuziune, la agențiile de telegraf, la oficiile poștale și la birourile vamale. Numărul de comisari a fost stabilit de Glavlit, dar aceștia au fost întreținuți pe cheltuiala organizațiilor din care făceau parte. Din 1931, comisarii au fost trași la răspundere, până la răspundere penală, pentru publicarea de materiale secrete, „antisovietice sau care denaturează realitatea sovietică”.
În 1930, primele studii privind teoria informațiilor au fost condamnate și interzise ca „troțkiste”. Conducerea „Institutului Comunist de Jurnalism” (KIJ), din care făceau parte oamenii de știință Mihail Gus și Alexandr Kurs, au fost declarați „importatori de ziaristică burgheză”.
La începutul anilor 1930, au fost interzise referirile la foametea din Uniunea Sovietică, dezastrele naturale și chiar la vremea rea. În aceeași perioadă, orice informație despre manifestările de antisemitism în URSS a fost interzisă, iar antisemitismul din perioada prerevoluționară a fost prezentat exclusiv ca fiind provocat de guvernul țarist. Ca urmare, nuvela „Gabrinus” a lui Alexandr Kuprin a fost publicată în 1937 după eliminarea unor pasaje considerate indezirabile de către cenzori .
În această perioadă, pedologia, un curent pedagogic la modă în anii 1920, a fost catalogat drept „nemarxist”. Ca urmare, toate cărțile de pedologie au fost retrase din biblioteci și librării, toate materialele bibliografice care conțineau referințe la aceste cărți au fost retrase, toate au fost incluse în „Listele de cărți ce urmează a fi retrase din biblioteci și rețele comerciale de carte” emise de Glavlit, și s-au aflat pe aceste liste până în 1987.
Pe 6 iulie 1931 Sovietul Comisarilor Poporului au publicat un nou regulament al Glavlit. După cum notează Ghennadi Jirkov, „pentru prima dată în practica statului, și chiar a unuia socialistă, a fost introdusă simultan și public cenzura preliminară și ulterioară”.
Boris Volin a fost numit în același an în funcția de șef al Glavlitului. El a fost un susținător al unificării tuturor tipurilor de cenzură (militară, străină și ideologică-politică), precum și al unificării tuturor Direcțiilor Republicane pentru Literatură și Edituri, adică al creării unui organism unic la nivel unional format pe structura Glavlitului RSFS Ruse, pus sub controlul Sovietului Comisarilor Poporului al URSS.
După anul 1933, cenzura militară a început să se intensifice. În ianuarie 1933, Sovietul Comisarilor Poporului al URSS a adoptat un decret privind consolidarea protecției secretelor militare, care prevedea crearea instituției Comisarului Sovietului Comisarilor Poporului din URSS pentru protecția secretelor militare în presă. „Regulamentul privind comisarul Consiliului Comisarilor Poporului al URSS pentru protecția secretelor militare în presă și al departamentelor de cenzură militară” a fost aprobat printr-un decret al Sovietului Comisarilor Poporului al URSS în noiembrie 1933. Acest comisar (care era și șeful Glavlit al RSFS Ruse) trebuia să protejeze secretele militare în presa civilă din întreaga URSS. Volin a considerat că principala sa sarcină este cenzura preliminară.
În 1933-1935, în urma ordinului Comisariatului Poporului pentru Educație al RSFS Ruse din februarie 1933 „Cu privire la ordinul de completare, păstrare și retragere a cărților din biblioteci”, retragerile de cărți au fost oarecum restrânse. Cu toate acestea, epurările bibliotecilor au continuat din nou. După cum scrie Arlen Blium, conform rapoartelor, numai în luna iulie 1935,  „500 de comuniști din Leningrad au inspectat 1.078 de biblioteci și librării și au confiscat aproximativ 20.000 de cărți, care au fost arse în stația de incinerare”.
Din 1 iunie 1935 și prin Ordinul Comisariatului Poporului pentru Apărare nr. 031 (0131), a fost introdus în armată și marina un nou Regulament „Cu privire la organizarea cenzurii militare în Armata Roșie”. Astfel, cenzura militară, care fusese la un moment dat transferată la CEKA/OGPU, a trecut din nou în responsabilitate armatei.
Pe 9 iulie 1935 a avut loc o reorganizare a activității Comitetului Radio pe baza unei decizii a Biroului organizatoric al Comitetului Central al Partidului Comunist din Uniunea Sovietică. Cenzura emisiunilor de radio a fost, de asemenea, reorganizată în baza Ordinului nr. 7 din 27 decembrie 1935 al Comisariatului Poporului pentru Educație al RSFS Ruse. Glavlit a fost însărcinat cu „cenzura ulterioară și gestionarea operativ-organizatorică a cenzurii emisiunilor radiofonice centrale, locale și de bază” .
În subordinea Direcției Radiodifuziunii Centrale, a fost organizat un „grup de cenzură independent cu un comisar Glavlit autorizat pentru a exercita controlul preliminar asupra emisiunii centrale’’, Comitetul Radio a elaborat reglementări detaliate pentru cenzura preliminară a tuturor textelor transmise radio.
Între 1930 și 1937, cele mai înalte organisme de partid (Biroul Politic, Biroul organizatoric și Secretariatul CC al Partidului Comunist al Uniunii Sovietice) au adoptat 19 decizii privind activitatea Glavlit.
Politica de cenzură s-a schimbat în 1937-1938: dacă până atunci conținutul cărților era verificat pentru a vedea dacă nu existau nepotriviri ideologice cu politica partidului, baza pentru introducerea unei cărți în secțiunea specială după această dată a fost persoana autorului. Dacă un autor se afla pe lista „dușmanilor poporului”, cărțile sale erau imediat scoase din biblioteci. În acest caz, natura publicației nu a avut nicio importanță – toată literatura era confiscată, inclusiv literatura științifică și tehnică. Pe lângă eliminarea cărților în sine, au fost distruse referințele din alte publicații și simplele mențiuni ale numelui de familie al autorului.. În 2 ani, au fost retrase din biblioteci și librării 16.453 de titluri de carte cu un tiraj total de 24.138.799 de exemplare. Primele acțiuni de acest gen au avut loc începând cu 1933.
Până la sfârșitul anilor 1930, Glavlit controla 70.000 de biblioteci, aproximativ 1.800 de reviste și a cenzurat preliminar aproape 40.000 de titluri de cărți cu un tiraj total de aproximativ 700 de milioane de exemplare. Personalul Glavlit în 1938 număra 5.800 de oameni.
După semnarea Pactului Ribbentrop-Molotov, literatura antifascistă a fost retrasă din biblioteci, iar operele critice la adresa fascismului au fost eliminate din repertoriul teatrelor și din distribuția de filme. Criticile la adresa lui Hitler și a altor lideri naziști, care fuseseră publicate până în august 1939, au fost interzise. În plus, au fost interzise lucrările despre Războiul ruso-prusac și orice alte referiri la războaiele dintre Rusia și Germania. Interdicția a fost ridicată abia după izbucnirea Marelui Război Patriotic.

### În timpulMarelui Război Patriotic

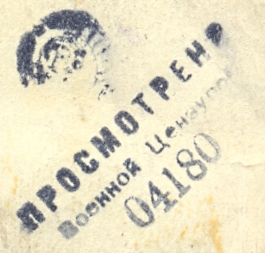
Ștampilă din perioada celui de-al Doilea Război Mondial, care a marcat toată corespondența verificată de cenzura militară din Armata Roșie

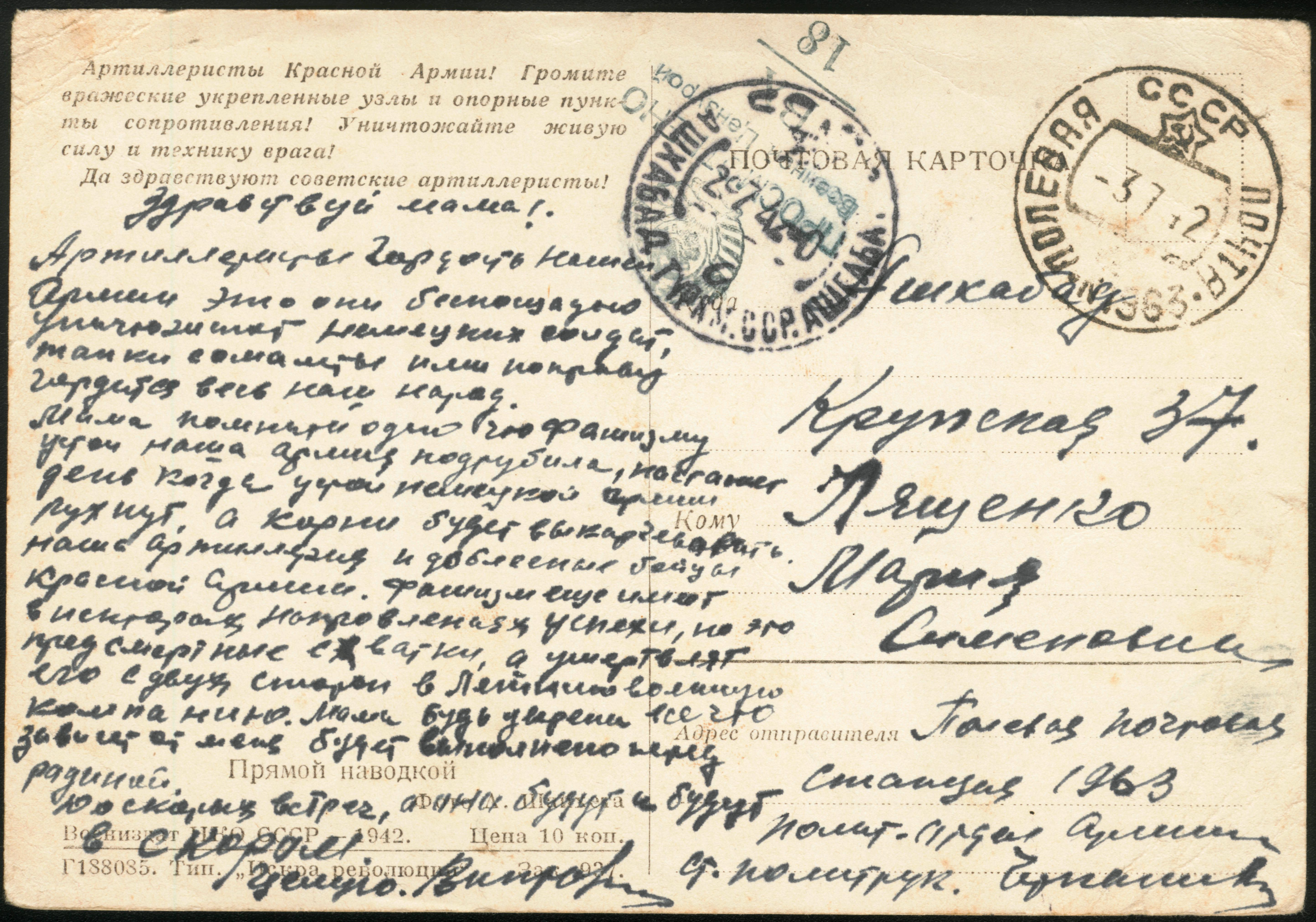
Carte poștală cenzurată de cenzura militară a Armatei Roșii. Cartea poștală a fost trimisă prin intermediul biroului poștal de campanie nr. 1963 pe 3 iulie 1942 și a fost primită de mama expeditorului la Ashabad pe 29 iulie 1942. În partea din dreapta sus este viza cenzorului militar 18 „Văzut de cenzura militară”

Șeful Glavlit, N. G. Sadcikov, a trimis pe 2 iunie 1941 departamentului de agitație și propagandă al Comitetului Central al PCUS(b) un proiect de "Regulament privind cenzorul-șef", în scopul "întăririi cenzurii militare în URSS".departamentului de agitație și propagandă al Comitetului Central al PCUS(b) un proiect de „Regulament privind cenzorul-șef”, în scopul „întăririi cenzurii militare în URSS”. El a sugerat introducerea funcției de cenzor-șef, iar o serie de angajați ai aparatului Glavlit ar trebui să fie considerați ca fiind în serviciul militar activ. El a propus întărirea cenzurii poștale și telegrafice cu argumentul că toate țările beligerante au întărit-o. Sadcikov a cerut o creștere a personalului. După cum scrie Pavel Reifman, „Mai erau încă 20 de zile până la începerea războiului și deja se punea problema cenzurii militare și, din acest punct de vedere, ca și cum războiul ar fi fost deja în desfășurare”.

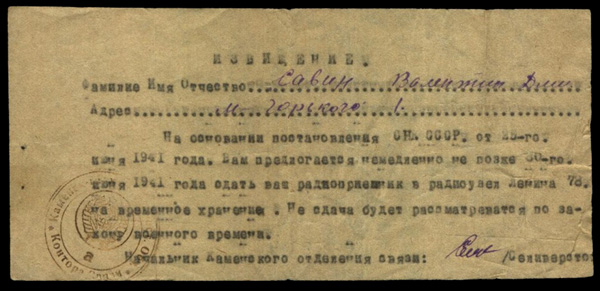
Notificare de predare obligatorie a radioului. Cetăteanului Savin Valentin Dmitrievici, domiciliat pe strada Maxim Gorki 1, i se cere să predea aparatul radio pentru depozitare temporară începând 25 iunie 1941, dar nu mai târziu de 30 iunie 1941.

Sovietul Comisarilor Poporului din URSS e emis un decret pe 25 iunie 1941 prin care a ordonat populației să-și predea receptoarele și emițătoarele radio pentru depozitare temporară la organele Comitetului Unional Radio (de fapt, la cel mai apropiat oficiu poștal). În schimb, se elibera o chitanță, în baza căreia, după război, fie se restituiau receptoarele predate, fie se elibera o alte receptoare din aceeași clasă, fie se plătea o compensație bănească. Receptoarele instalate în organizații au fost atribuite unei anumite persoane, care era responsabilă de conținutul programelor de ascultare.
Statutul Departamentului Central de Cenzură Militară a fost modificat pe 23 octombrie 1942. Prin ordinul lui I. V. Stalin, acesta a fost mutat din Direcția Principală de Informații și subordonat Comisariatului Poporului pentru Apărare. Cu toate acestea, la 18 septembrie 1943, „pentru îmbunătățirea gestionării cenzurii militare”, departamentul de cenzură militară a fost încorporat în cadrul Statului Major General.
Prin Ordinul nr. 0451 al Comisarului Poporului pentru Apărare a fost emis pe 16 decembrie 1943 un nou „Regulament privind cenzura militară în Armata Roșie (pentru timp de război)”, document care l-a înlocuit pe cel care era în vigoare din 22 iulie 1935. Regulamentul prevedea că „autoritățile de cenzură militară ale Armatei Roșii trebuie să exercite un control asupra conținutului tuturor publicațiilor tipărite, emisiunilor radiofonice și producțiilor fotografice și cinematografice, asigurându-se că aceste organe de propagandă nu constituie un mijloc de divulgare a secretelor militare”. Nu au fost supuse cenzurii ordinele și directivele oficiale. Toți cenzorii militari se aflau în subordinea superiorilor lor, conduși de Departamentul de Cenzură Militară al Statului Major General. Activitatea de cenzură a fost declarată secretă: „toate modificările, tăierile și suprimările cenzurii pot fi cunoscute, cu excepția cenzorului, numai de redactor, de adjunctul acestuia și de superiorii lor direcți”.
În cadrul Ministerul Securității de Stat al URSS, de cenzura militară și de supraveghere se ocupa „Departamentul «B»”.
Adjunctul Comisarului Poporului pentru Apărare a emis pe 15 februarie 1944 Ordinul nr. 034 „Regulamentul de păstrare a secretelor militare în presa Armatei Roșii (în timp de război)”, care stabilea o listă detaliată de informații care nu pot fi divulgate.
Recunoașterea publică a existenței cenzurii în URSS a fost interzisă. Astfel, în 1943, a fost interzisă cartea „Cenzura în timpul Războiului Patriotic” de N.G. Sadcikov, șeful Glavlitului .
Difuzarea de informații cu încălcarea procedurilor de cenzură era pedepsită cu muncă corecțională de până la 3 luni sau amendă, în conformitate cu articolul 185 al Codului penal al RSFSR, așa cum a fost modificat de 1926, cu modificările din 1 iunie 1942 și articole similare din Codurile penale ale altor republici ale Uniunii Sovietice.

### După al Doilea Război Mondial
În timpul luptelor  Marelui Război pentru Apărarea Patriei, cenzura s-a concentrat pe păstrarea secretelor militare, dar după încheierea ostilităților au reînceput epurările ideologice. De exemplu, în 1946 a fost interzisă Cartea Neagră a lui Ilia Ehrenburg și Vasili Grossman - prima lucrare despre crimele comise de ocupanții germani împotriva populației evreiești din URSS în timpul Holocaustului. Poziția ideologică cerea ca nicio naționalitate să nu fie singularizată în cadrul întregii populații afectate de război din URSS.
La începutul anilor 1950, în Leningrad a avut loc o acțiune de cenzură pe scară largă: au fost retrase operele autorilor recent reprimați în Cazul Leningrad, precum și materiale legate de Blocada Leningradului. Șeful Glavlit a emis un ordin special pentru confiscarea cărții publicate în 1946 „Vorbește Leningradul” a autoarei Olga Berggolț.
Cenzura a încercat să controleze nu numai informațiile din interiorul URSS, ci și informațiile publicate în străinătate de corespondenții străini. Biroului Politic al Comitetului Central al Partidului Comunist a adoptat o decizie pe 25 februarie 1946 cu privire la cenzurarea informațiilor pe care le transmiteau corespondenții străini.
Până în 1947, Glavlit avea șapte departamente, dintre care unul era responsabil cu protejarea secretelor militare și de stat, altul controla informațiile trimise din URSS de către corespondenții străini, iar celelalte cinci erau responsabile de cenzura ideologică în interiorul URSS.
După război, au fost difuzate în cinematografe pentru o perioadă de timp așa-numitele „trofee cinematografice” (filme din Reichsfilmarchiv capturate de Armata Roșie). Mai târziu, filmele hollywoodiene au dispărut de pe ecrane, iar publicul sovietic a mai putut să urmărească doar comedii franceze și melodrame indiene. Chiar dacă au putut fi vizionate, "trofeele cinematografice" au fost și ele cenzurate, unele dintre filmele propuse nu au putut fi proiectate, unele au fost remontate, iar altele au avut subtitrările schimbate. Filmul interbelic Pe aripile vântului nu a putut fi văzut de publicul sovietic până în 1990.
Pentru istoria cenzurii în cinema, este de remarcat și situația cu filmul regizat de Oleksandr Dovjenko „La revedere, America!” Filmul a fost conceput ca un pamflet de propagandă bazat pe cartea lui Annabelle Bucar, o americancă refugiată în Uniunea Sovietică. Dar când filmul era aproape gata, regizorului i s-a ordonat să oprească filmările. Filmul a rămas neterminat și a fost arhivat timp de 46 de ani și abia în 1995 a ajuns în sfârșit pe ecrane.
O soartă similară a avut și a doua serie a filmului  Ivan cel Groaznic. Filmul a fost interzis din cauza faptului că reflecta în mod nesatisfăcător doctrina istorică oficială și nu a fost lansat decât în 1958. În același timp, „critica artistică” împotriva lui Eisenstein a fost susținută de colegii săi regizori Serghei Gherasimov și Ivan Pîriev.
Din 1932 până în 1952 inclusiv, Glavlit central sovietic și filialele sale regionale au emis 289 de liste, liste bibliografice și ordine de retragere a publicațiilor tipărite de la utilizarea generală. 
Cenzorii au desfășurat o muncă intensă în teritoriu. De exemplu, în 1949, au fost 239 de texte publicate în Ținutul Habarovsk, iar în 1952 au fost 630.

### Problemele de personal
Angajații organelor de cenzură în această perioadă nu aveau adesea studii medii, ca să nu mai vorbim de studii superioare. De exemplu, în RSFS Rusă, în 1949, din 5.000 de cenzori, doar 506 aveau studii superioare. Principala cerință era o origine de clasă „sănătoasă” – de preferință din rândul proletori. De fapt, cenzorii au fost recrutați dintre țăranii recent sosiți în oraș. 
În 1933, șeful Glavlit, Boris Volin, s-a plâns de lipsa de personal calificat în RSFS Rusia. Aceeași problemă a fost și în Belarus și Ucraina.
Incompetența cenzorilor a fost realitate. În 1937, un cenzor a eliminat un pasaj dintr-o poezie de lui Vladimir Maiakovski, deoarece, în opinia sa, pasajul „l-a denaturat pe Maiakovski". Unul dintre comisarii raionali a sugerat ca un anunț despre activitatea unei fabrici să fie retras doar pentru că menționa strungurile revolver. El credea că strungurile revolver erau folosite pentru a produce revolver și, prin urmare, materialul încălca secretul militar. Cu o ocazie similară, „Povestea regimentului lui Igor” a fost redenumită de către cenzura militară în „Povestea unității lui Igor”. Lui Iuli Aikhenvald i-a fost interzisă de către cenzură replica „să mori, să dormi” ca fiind misticism. Interdicția a fost ridicată numai după verificarea sursei originale – piesa Hamlet a lui William Shakespeare.
Uneori, cenzura a servit pur și simplu ca instrument de reglare a conturilor personale în cadrul aparatului de cenzură. Astfel, povestirea „Peștera” a lui Evgheni Zamiatin a primit aprobarea unui cenzor pentru publicare în 1922, numai pentru ca să fie interzisă două luni mai târziu de un alt cenzor, care era în dezacord cu primul.
Departamentul de propagandă al Comitetului Central al Partidului Comunist din Uniunea Sovietică a întocmit pe 17 august 1944 un documentul „Despre deficiențele grave în activitatea lui Glavlit” în legătură cu ordinul privind lucrările lui A. I. Ivanov, care a colaborat cu nemții în timpul ocupației, „și-a trădat patria și a trecut de partea inamicului”. Glavlit a inclus în lista literaturii interzise operele tuturor A. I. Ivanov, inclusiv pe cele ale șefului Academiei de Medicină Militară, general-maior Alexei Ivanovici Ivanov, care a fost pe front și nu a avut nicio legătură dezertorul Alexei Ivanovici Ivanov.
Cazuri curioase de interdicții de cenzură au apărut în anii următori. Pe 12 aprilie 1961, după primul zbor spațial Iuri Gagarin, cenzura le-a interzis artiștilor revistei „Ogoniok” să deseneze „nava spațială, cosmodromul, orașele și țările pe care Gagarin le-a văzut de la fereastră” deoarece chiar și imaginile fictive au fost clasificate drept „obiecte strict-secrete”.

### Controlul partidului
Implicarea directă a partidului în cenzură a devenit evidentă în 1925 și s-a intensificat rapid în anii 1930. 
Cea mai importantă dovadă documentară a controlului direct al partidului asupra problemelor de cenzură în această perioadă sunt o serie de rezoluții ale Comitetului Central al Partidului Comunist din Uniunea Sovietică: „Despre politica partidului în domeniul literaturii artistice” (1925), „Despre munca editorială” (1931), „Despre restructurarea organizațiilor literare și artistice” (1932), „Despre editura de literatură pentru copii” ([ [1933), „Despre critică literară și bibliografie” (1940 ), precum și o serie de rezoluții între 1946 și 1948 (în special rezoluția „Despre revistele Zvezda și Leningrad”).
„ Dictatura de partid și, odată cu ea, cenzura de partid s-au dezvoltat în anii 1930 și 1940 în mod exponențial, într-o măsură din ce în ce mai mare. Totul a fost decis de structurile de partid, începând de la Biroul Politic, grupul cei șapte, cinci, trei, secretarul general.”— профессор Геннадий Васильевич Жирков [profesor Ghennadi Vasilievici Jirkov], История цензуры в России XIX-XX вв [Istoria cenzurii din Rusia în secolele XIX-XX].
Autoritățile locale au emis propriile instrucțiuni de cenzură. În mai 1950, Comitetul Central al Partidul Comunist din Belarus a adoptat o rezoluție „Cu privire la măsurile de eliminare a faptelor de divulgare a secretelor de stat în muzee". Muzeul de Stat al Istoriei Marelui Război Patriotic din Belarus a scos din expoziția sa simbolurile convenționale ale obiectelor economice naționale din Belarus, informații despre numărul de animale primite drept despăgubiri de război, hărți ale desfășurării  unităților de partizani în timpul războiului și multe altele.

### Cenzura și represiunea
Cenzorii colaborau îndeaproape cu organele de securitate. Serghei Ingulov, șeful Glavlit în 1935-1938, scria încă din 1928:
„Critica trebuie să aibă consecințe! Arestări, represalii judiciare, sentințe dure, execuții fizice și morale...”
Au existat numeroase cazuri în care greșeli de scriere banale detectate de cenzori au fost tratate ca infracțiuni împotriva statului și raportate la organele de securitate ale statului.
N. G. Sadcikov, șeful Glavlit în 1938-1946, a trimis pe 21 iunie 1943 un raport secret lui Puzin, secretar al Comitetului Central al Partidului Comunist al Uniunii Sovietice, despre două greșeli de tipar găsite în ziarul în „Kommunist” din Krasnovodsk ziarul: pe 21 iunie, litera „l” a fost omisă din cuvântul „comandantul-șef” (главнокомандующий), iar pe 14 mai, litera „r” a fost omisă din cuvântul „Stalingrad ”:
„Raportând acest lucru, cred că aceste greșeli de scriere contrarevoluționare sunt opera inamicului. Am raportat aceste fapte și la NKGB... ”
K. K. Omelcenko, șeful Glavlit în 1946-1957, i-au scris pe 5 aprilie 1947 ministrului de interne Viktor Abakumov:
„Într-o anumită parte a tirajului revistei „Tânărul colhoznic” nr. 1 din 1947, a fost făcută o denaturare grosolană și în dedicația la poezia „Fericirea”: în loc de textul – „În 1920, V. I. Lenin a vânat (охотился) în pădurile din Briansk”, a fost tipărit următorul text: „În 1920, V. I. Lenin a fătat (окотился) în pădurile din Briansk”. Aceste fapte, în opinia mea, merită atenția Ministerului Securității Statului.”
Cenzorii înșiși au fost și ei supuși represaliilor. În 1937 au fost arestați zeci de angajați ai aparatului Glavlit, iar șeful organizației, Serghei Ingulov, a fost împușcat. Șefii secțiilor republicane ale Glavlit din Georgia, Azerbaidjan și  Ucraina au fost demascați la rândul lor ca „dușmani ai poporului”. Corpul cenzorilor a fost reînnoit aproape în întregime în anii marilor epurări.
În anii următori, unul dintre instrumentele esențiale ale cenzurii au fost articolele Codului penal al RSFS Ruse nr. 70 („agitație și propagandă antisovietică”) și nr. 190-1 („distribuirea de invenții în mod deliberat false, care denigrează sistemul sovietic”) și articolele similare din Codurile penale ale republicilor unionale. În baza acestor articole, potrivit documentelor  Comitetului Securității Statului (KGB), din 1958 până în 1966 au fost condamnate 3.448 de persoane, iar din 1967 până în 1975 alte 1.583 de persoane. Un total de 8.145 de persoane au fost condamnate în baza celor două articole între 1956 și 1987.
Albumul fotografic al lui David King  The Commissar Vanishes arată în mod clar modul în care fotografiile de grup publicate în URSS, ca un fel de damnatio memoriae, aveau imaginile personajelor care fuseseră declarate „dușmani ai poporului” șterse (retușate), pentru ca apoi să se revină la variantele originale:
„La cel de-al doilea Congres al Cominternului din 19 iulie 1920 au fost mulți oameni. S-au făcut fotografii, s-au tipărit albume, iar deputații mulțumiți au luat albumele acasă. Așa s-au păstrat în Occident mărturiile intacte ale acelei zilei. Cu toate acestea, în Rusia, toate persoanele, cu excepția celor mai importante, au fost eliminate din fotografii. Într-o singură copie, 27 de persoane au fost șterse pentru ca nimic să nu-l împiedice pe Lenin să fie singur cu Gorki. Balustradele cojite ale  palatului Urițki din Sankt Petersburg au fost reparate; în viața reală, Lenin a stat cu un picior în niște gunoaie - gunoaiele au fost șterse astfel încât piciorul lui Vladimir Ilici să nu atingă pământul. Încălțămintea atât a conducătorului, cât și a scriitorului a fost lustruită – e o plăcere să o vezi. Pajiștile erau năpădite de buruieni, iar buruienile au fost travestite în tulpini sănătoase ale unor plante cu apartenență botanică neclară - deci, în general, floră. În anii 1980 - liberalismul teribil - publicul s-a întors la locurile lor de odinioară. Este adevărat că a fost tipărit doar centrul imaginii, tot Lenin și Gorki, dar toți cei care se aflau în spatele lor în acea zi memorabilă pot fi văzuți cu adevărat. Iar gunoiul a fost pus la loc sub picioarele lor. Dar - un detaliu ciudat - în original și chiar și în versiunea din 1933, Lenin stă cu mâna în buzunar, astfel încât degetul mic iese în afară, ca și cum ar atârna. În liberalii ani '80, cineva i-a strâmbat ușor degetul, l-a pus în buzunarul lui Ilici și i-a șters murdăria albicioasă de pe pantaloni. Așa își învelesc mamele grijulii copilul cu o pătură noaptea și îi șterg nasul”—Tatiana Tolstaia

### Cenzura în perioada 1953-1966
După moartea lui Stalin, a avut loc o ușoară relaxare generală a restricțiilor cenzurii (așa-numitul dezgheț hrușciovian), dar mai târziu, în perioada 1964-1966, interdicțiile au sporit din nou.
Condamnarea  cultului personalității lui Stalin la al XX-lea Congres al Partidului Comunist al Uniunii Sovietice din 1956 a fost percepută de mulți cetățeni sovietici ca pe un început al democratizării și al libertății.
Principala platformă a susținătorilor Dezghețului a fost revista literară  Novîi Mir (Lumea Nouă). Unele lucrări din această perioadă au devenit celebre în Occident, printre care romanul Vladimir Dudințev „Nu numai cu pâine” și romanul Aleksandr Soljenițîn. „O zi din viața lui Ivan Denisovici”. Alți reprezentanți semnificativi ai perioadei Dezghețului au fost scriitorii și poeții Viktor Astafiev, Vladimir Tendriakov, Bella Ahmadulina, Robert Rojdestvenski, Andrey Voznesenski, Evgheni Evtușenko
Glavlit (pe atunci deja cunoscut sub numele de GUOT - Direcția Generală pentru Protecția Secretelor Militare și de Stat din cadrul Consiliului de Miniștri) a fost retrogradat și plasat în subordinea Comitetului de Stat pentru Presă.
Personalul de cenzură a fost redus, iar cenzorii de la redacții, care erau întreținuți pe cheltuiala ziarelor, au fost eliminați. Cărțile autorilor reabilitați au început să fie transferate din depozite speciale în colecții publice. În special, în „Arhiva Centrală de Stat pentru Literatură și Artăse aflau aproximativ 30 de mii de dosare de arhivă, inclusiv materialele lui Isaac Babel, Konstantin Balmont, Evgheni Zamiatin, Vsevolod Meyerhold, Dmitri Merejkovski, Boris Pilniak, Vasili Rozanov, Igor Severianin, Vladislav Hodasevici] și mulți alții. Ulterior, după 1961, documente individuale din cele deja transferate în bibliotecile publice au revenit în depozitul special..
Cenzura a restricționat glorificarea lui Stalin, uneori până la ștergerea numelui și imaginii sale din operele de ficțiune. În afară de numele lui Stalin, au fost interzise și numele unora dintre camarazii săi de arme. În special, după arestarea lui Lavrenti Pavlovici Beria în 1954, fiecare abonat la Marea Enciclopedie Sovietică a primit prin poștă o recomandare din partea redacției să taie portretul și articolul biografic despre „dușmanul poporului” și să lipească în schimb pagina „Strâmtoarea Bering”.
În 1957 a fost înființat Gosteleradio (Comitetul de Stat pentru Radiodifuziune și Televiziune) în cadrul Consiliului de Miniștri al URSS. Astfel, domeniul de aplicare al cenzurii a inclus televiziunea, un nou mijloc de diseminare a informației, care se dezvolta în URSS. Cenzura a vizat, de asemenea, cinematografia și muzica. Toate filmele, programele, programele de concert și piesele de teatru noi trebuiau să fie aprobate de un consiliul (soviet) artistic.
În aceeași perioadă a avut loc, de asemenea, persecuția lui Boris Pasternak, care fusese distins cu Premiul Nobel pentru Literatură în 1958.
În 1961 a fost oprită tipărirea almanahului „Tarusovskie stranțî (Pagini Tarusiene)”, iar exemplarele care fuseseră deja produse au fost oprite de la vânzare și au fost scoase din biblioteci.
În cadrul conducerii PCUS existau contradicții ideologice, inclusiv în ceea ce privește politica de cenzură. Potrivit unor rapoarte, Nikita Sergheevici Hrușciov plănuia să abolească cenzura ideologică și chiar i-a însărcinat pe secretarul CC al PCUS Leonid Fiodorovici Iliciov să pregătească un document corespunzător. Un grup de lideri ai PCUS care au considerat această politică dăunătoare și inacceptabilă (mulți cred că liderul acestui grup a fost membrul Politburo Mihail Suslov) a instigat conflictul. În acest scop, în decembrie 1962 a fost pregătită o expoziție de artiști de avangardă din asociația „Noua realitate” în clădirile „Manejului” Moscova și a fost organizată o vizita lui Hrușciov la această expoziție. Nepregătit pentru percepția unei arte care era izbitor de diferită de canoanele realismului socialist, Hrușciov a fost indignat, iar această indignare a fost susținută de Suslov. În presă a fost lansată o campanie de propagandă împotriva formalismului și Abstracționismului și s-a renunțat la abolirea cenzurii.
După ce Nikita Sergheevici Hrușciov a fost înlăturat din funcția de prim-secretar al Comitetului Central al PCUS și  Leonid Brejnev a venit la putere în 1964, politica de deschidere relativă și de democratizare a început să se diminueze.
Ideologul Politburo Mihail Andreevici Suslov s-a declarat indignat:
„Gândiți-vă că deschid Izvestia dimineața și nu știu ce voi citi!”
Un punct de cotitură important a fost arestarea scriitorilor Andrei Siniavski și Iulius Daniel, care își publicaseră în occident operele pe care nu le puteau publica în URSS din cauza restricțiilor cenzurii. Procesul împotriva lor și sentințele dure pe care le-au primit au fost considerate de mulți în țară și în străinătate drept represalii politice. Scrisori în apărarea lor au fost semnate de peste 60 de membri ai Uniunii Scriitorilor din URSS.

### Cenzura în perioada 1966-1986

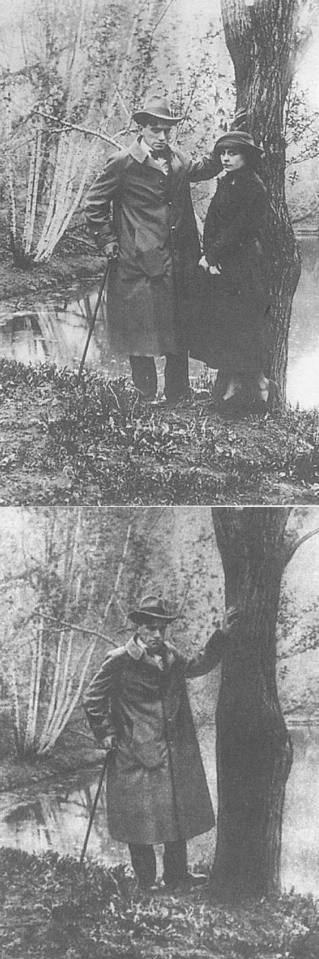
Vladimir Maiakovski și Lilya Brik. O fotografie din 1918 și aceeași după retușuri în anii 1960.

Cenzura perioadei stagnării a devenit din nou o parte integrantă a mașinii de propagandă sovietică, care acum avea o funcție mai conservatoare și protectoare. Funcția principală a Glavlit nu era de protejare a secretelor de stat și militare, ci de punere în aplicare a deciziilor ideologice ale Comitetului Central.{sfn|Рейфман|2005|loc=Глава восьмая. Теперь по Брежневу мы движемся вперед…“. Часть 1|c=833-834}}. 
Au fost recrutați noi angajați ai cenzurii, majoritatea cu studii de arte liberale. În tot acest timp (1957-1986), Glavlit a fost condus de Pavel Romanov.
Pe măsură ce controlul ideologic a devenit mai puternic, Glavlit a revenit la Consiliul de Miniștri printr-un decret din 18 august 1966. Principiile de interacțiune dintre Glavlit și organizațiile subordonate se schimbaseră: artiștii își prezentau lucrările la organizațiile specializate – uniunile scriitorilor, artiștilor, sculptorilor, redactorilor de ziare și reviste. De acolo, lucrările au fost trimise la Glavlit pentru aprobare. Cenzorilor înșiși le era strict interzis să intre în contact cu autorii, conform instrucțiunilor departamentului. Cenzorii au devenit figuri conspirative mitice la care se putea face referire (și chiar și atunci doar oral, nu și în scris), dar pe care nimeni nu le vedea.
A existat o luptă activă a cenzurii împotriva aluziilor sau a unor forme de alegorie. Cenzorii nu cenzurau de fapt ceea ce se scria, se spunea și se arăta, ci ceea ce cititorii, ascultătorii și spectatorii puteau să creadă.
Iuri Burtin a scris despre cenzura din a doua jumătate a anilor 1960:
„Uneori se năștea o variantă mixtă, necunoscută practicilor cenzurii mondiale, dar destul de obișnuită la noi: adică atunci când o operă era demontată pentru prima dată în cenzura preliminară, iar de îndată ce era tipărită, i se aplicau „critici de partid” (conform unei decizii prealabile a „autorităților”), iar editorii erau „sfătuiți să nu o retipărească”.”
La sfârșitul anilor 1960, publicarea în revista Novîi Mir a articolului „Criminalul numărul unu” al lui Daniel Melnikov și Liudmila Ciornaia despre Adolf Hitler a fost condamnată cu motivația cu motivația „subtext incontrolabil”.
În această perioadă, Glavlit a introdus o interdicție legată de subiectului represiunile staliniste. Informațiile despre „locurile de detenție” au fost clasificate drept secret de stat.
La sfârșitul anului 1967, a fost inaugurat „al patrulea program” al televiziunii, destinat unui telespectator inteligent. Potrivit lui Leonid Dmitriev, esența experimentului a fost „să caute adevărul și să spună adevărul” Experimentul a durat aproximativ un an, după care evaluatorii științifici de la Școala Superioară de Partid – sau, după spusele lui Dmitriev, „aproximativ o sută cincizeci de cenzori”, a căror datorie era „să scrie recenzii despre fiecare program fără excepție”– au avut o reacție negativă și au declarat că era „o încercare greșită din punct de vedere ideologic și dăunătoare din punct de vedere politic de creare a unui program elitist inaccesibil maselor”. Ca urmare, programul a fost întrerupt.
În general, în această perioadă, emisiunile difuzate în direct la televiziune au fost reduse la minimum și aproape toate programele au fost supuse unei editări atente și cenzuri preliminare. În 1970, Comitetul de Stat pentru Radiodifuziune și Televiziune din cadrul Consiliul de Miniștri al Uniunii Sovietice a fost transformat în Comitetul de Stat pentru Televiziune și Radiodifuziune al Consiliului de Miniștri al URSS, iar la 5 iulie 1978, în Comitetul de Stat pentru Televiziune și Radiodifuziune (Gosteleradio). Această din urmă transformare a scos televiziunea de sub controlul Consiliului de Miniștri și a făcut-o direct dependentă de liderul țării, L. I. Brejnev.
După intrarea trupelor sovietice în Cehoslovacia în 1968, când a discutat despre posibilitatea desființării cenzurii, Mihail Suslov a spus:
„Se știe că între abolirea cenzurii în Cehoslovacia și aducerea intrarea sovietice au trecut doar câteva luni. Vreau să știu, cine ne va aduce nouă tancurile?”
La sfârșitul anilor 1960, în timpul agravării relațiilor cu China din cauza Insulei Zhenbao / Damanski, Glavlit a primit instrucțiuni pentru restricții suplimentare de cenzură: au fost interzisă publicarea tuturor informațiilor referitoare la indicatorii economici din Orientul Îndepărtat Rus, de la producția textilă la capturile de pește. Editorii ziarelor locale se plângeau că nu aveau cu ce să umple paginile de ziar. Ordinul a fost anulat după ce situația de la granița sovieto-chineză s-a îmbunătățit.
Celebrul serial de televiziune Șaptesprezece clipe ale unei primăveri a fost lansat în 1973 doar după intervenției lui Iuri Vladimirovici Andropov, președintele KGB. Mihail Suslov a cerut să nu fie permisă difuzarea unui film care „nu arată faptele poporului sovietic în război”, la care Andropov a răspuns că „întregul popor sovietic nu putea servi în aparatul lui Schellenberg”.
Un fenomen cultural de masă al acestei perioade a fost piesele necenzurare ale cantautorilor, care au fost difuzate pe cale orală și pe casete de casetofon. Cel mai cunoscut reprezentant al acestui gen a fost poetul și actorul Vladimir Vîsoțki.
Pe 17 aprilie1973, Vîsoțki i-a scris lui Piotr Nilovici Demicev, membru supleant al Biroului Politic al Comitetului Central al PCUS, secretar al Comitetului Central al PCUS:
„Probabil că știți că este mai ușor să găsiți în țară un magnetofon care să redea cântecele mele decât unul care nu le redă. Timp de nouă ani am cerut un singur lucru: să-mi se dea șansa să comunic live cu publicul, să selectez piesele pentru concert, să coordonez programul.”
Pe 15 septembrie 1974, așa-numita „Expoziție buldozer”, (expoziție neoficială organizată în Parcul Bițevski) a artiștilor moscoviți și leningrădeni avangardiști a fost desființată. Motivul închiderii a fost o discrepanță cu stilul susținut oficial al realismului socialist.
Pe lângă combaterea agitației antisovietice și a divulgării de secrete, cenzura a combătut și glorificarea excesivă (adică neconformă cu politica curentă a Partidului Comunist) a lui Stalin. Pe de o parte, criticile la adresa lui Stalin, care au dominat perioada dezghețului hrușciovian, au fost limitate și, pe de altă parte, linia directoare a fost de atribuire a meritelor pentru victoria în Marele Război pentru Apărarea Patriei Partidului Comunist în ansamblul său și nu lui Stalin personal.

### Cenzura în muzică
Cenzura a căutat, de asemenea, să controleze repertoriul muzical. 
Școala compozitorilor sovietici, care a apărut în anii 1930 și 1950, a dominat muzica din Uniunea Sovietică în acea perioadă. Dogmele sale conservatoare au fost respectate și de majoritatea compozitorilor sovietici care au urmat. De fapt, în muzica sovietică existau în mod oficial trei direcții principale: „clasică” (muzica compozitorilor clasici din secolele XVIII - începutul secolului XX, atât cei mai cunoscuți compozitori din lume, cât și celor ruși), „folk” și „pop”. Toate cântecele interpretate în URSS erau supuse cenzurii prealabile, iar programele de concert erau aprobate separat de versurile cântecelor.
Ministerul Culturii din URSS a emis în 1983 o instrucțiune prin care cerea tuturor muzicienilor profesioniști și amatori să alcătuiască 80% din repertoriul de concert numai din cântece scrise de membrii Uniunii Compozitorilor din Uniunea Sovietică. Au existat și persecuții împotriva compozitorilor care erau angajați în direcții muzicale experimentale. În special, unul dintre simbolurile unei astfel de persecuții a fost grupul „celor șapte ai lui Hrennikov”. Cei șapte (Elena Firsova, Dmitri Smirnov, Alexandr Knaifel, Viktor Suslin, Viacheslav Artiomov, Sofia Gubaidulina și Edison Denisov) au fost aspru criticați la cel de-al VI-lea Congres al Uniunii Compozitorilor din URSS (noiembrie 1979) de către primul secretar al Uniunii, Tihon Nikolaevici Hrennikov. La congres, acești compozitori au fost supuși unei interdicții oficiale. În următorii ani, numele lor au fost trecute pe lista neagră la radio, televiziune și concerte.
După ce în anii 1960 au început să se contureze noi tendințe în muzica pentru tineret, în special muzică rock, statul a reacționat rapid prin înființarea de ansambluri instrumentale și vocale profesioniste. Spre deosebire de trupele rock occidentale, secțiunea de alămuri și participarea deplină a acesteia la repertoriu erau obligatorii. De asemenea, repertoriul a fost supus unei cenzuri stricte. Au fost favorizate cântecele folk sau pop. cenzura a fost la fel de activă și în cazul ansamblurilor de amatori. Cenzorii au pus în contrast muzica ansamblurilor instrumentale și vocale profesioniste cu „muzica agresivă” a trupelor rock occidentale. Muzicienii rock care au încercat să formeze trupe rock au fost persecutați. De exemplu, Iuri Șevciuk a fost invitat în 1963 la sediului KGB din Ufa al KGB ca să semneze un document prin care se angaja că „nu va mai cânta, înregistra sau compune niciodată propriile cântece”.

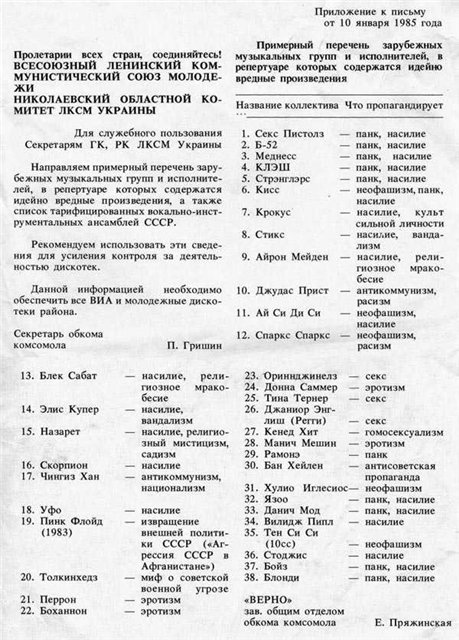
Grupurile muzicale și interpreții străini care au fost interziși în URSS în 1985

Ocazional, cenzura dură a fost slăbită și a lăsat să treacă stiluri muzicale "non-formale" și interpreții lor. O astfel de „libertate temporară de creativitate” a început în ajunul Jocurilor Olimpice de vară din 1980, când numeroșilor oaspeți străini trebuia să li se arate progresismul și o anumită libertate a sistemului sovietic. Astfel a fost organizat unul dintre primele festivaluri rock oficiale, „Ritmuri de primăvară. Tbilisi-80”. Acest festival a fost un impuls pentru introducerea în repertoriile multor ansambluri instrumental vocale profesioniste a compozițiilor în stilul disco, pop-rock și muzică electronică. Tot la începutul anilor 80, din cauza scăderii popularității ansamblurilor vocale și instrumentale clasice cu repertoriu pop obișnuit, au început să apară grupuri muzicale de muzică rock. În același timp, în URSS au apărut și primele discoteci. Odată cu proliferarea discotecilor pentru tineri a apărut și problema controlului muzicii străine care era difuzată pe casete audio. Măsurile împotriva muzicii rock sovietice și străine și s-au intensificat după plenara din iunie 1983. Repertoriul discotecilor era controlat de organele organele Komsomolului. De exemplu, la 10 ianuarie 1985, comitetul regiunii Nikolaiv al Komsomolului din Ucraina a trimis secretarilor organizațiilor locale „Lista de exemple de grupuri muzicale și interpreți străini, al căror repertoriu conține lucrări dăunătoare din punct de vedere ideologic” în vederea exercitării controlului activităților discotecilor. După proclamarea Perestroika și Glasnost, cenzura muzicală s-a relaxat. Multe trupe rock au ieșit din clandestinitate, au început să apară numeroși interpreți pop și diferite grupuri pop.

### Cenzura în mass-media
În cazul mass-media, practica de cenzură a arătat după cum urmează. Inițial, editorul trimitea la Glavlit două exemplare a machetelor paginilor de tipărit. Un angajat al Glavlit examina materialul ca să găsească informații care se încadrau în ampla „Listă de informații interzise pentru publicare în presa scrisă”. Interdicțiile au fost împărțite în două părți: necondiționată și condiționată. Informațiile necondiționate erau interzise în mod automat, în timp ce cele condiționate trebuiau să fie aprobate în prealabil de către ministerul de resort. Comentariile cenzorului erau completate într-o fișă specială „Intervenție”, indicând organizația emitentă, textul exact, intervențiile solicitate, natura și justificarea acestora.

### Cenzura și războiul din Afganistan
În 1980, prima serie a filmului „Aventurile lui Sherlock Holmes și dr. Watson” a fost cenzurată. În cartea pe care se bazează filmul, Sherlock Holmes folosește metoda deductivă șî ajunge la concluzia că Watson s-a întors dezamăgit din războiul din Afganistan. Prin urmare, în versiunea cenzurată, Watson s-a întors dintr-o „oarecare țară din est”.
După două interviuri cu Andrei Saharov în presa străină despre războiul din Afganistan, în care a criticat politica guvernamentală, academicianului sovietic i-au fost retrase toate onorurile de stat, inclusiv de titlul de Erou al Muncii Socialiste, și a fost plasat fără proces pe 22 ianuarie 1980 în arest la domiciliu în orașul Gorki.
Fenomenul cultural relativ răspândit al așa-numitelor „cântece afgane”, ale unor autori care au fost asociate cu evenimentele din războiul din Afganistan din 1979-1989, a fost, de asemenea, interzis până în 1987.
Până în a doua jumătate a anilor 1980, presa sovietică a publicat doar rapoarte sumare despre participarea armatei sovietice în operațiunile de luptă din Afganistan. De exemplu, conform listei de informații a căror publicare era permisă, elaborată în 1985 de către ministerele Apărării și Afacerilor Externe din URSS, presa centrală putea relata „fapte individuale izolate (nu mai mult de una pe lună) privind rănirea sau decesul militarilor sovietici în timp ce își îndeplineau datoria militară, respingând atacurile insurgenților sau îndeplinind sarcini legate de asistența internațională pentru poporul afgan”. Același document interzicea publicarea în presă a informațiilor despre participarea la operațiunile de luptă a unităților sovietice cu efective echivalente unei companii sau mai mari, despre experiența de luptă, precum și a reportajelor televizate în direct de pe câmpul de luptă.
În general, subiectul războiului din Afganistan a fost supus unei duble cenzuri speciale, atât de către cenzura militară, cât și de cea civilă. Potrivit Consiliului de Coordonare al Societăților Părinților și Familiilor Soldaților care au decedat în Afganistan, tocmai restricțiile cenzurii au fost cele care „au făcut imposibilă critica propagandei false și expunerea ilegalității și violenței autorităților militare”.

### Bruierea posturilor de radio străine
În anii 1940, datorită începerii funcționării posturilor de radio străine care emiteau în limba rusă și în limbile popoarelor din URSS (Radio Europa Liberă], Vocea Americii, Deutsche Welle, BBC și altele), care nu erau supuse restricțiilor cenzurii sovietice, și a apariției unui număr mare de aparate de radio care recepționau posturile care emiteau pe unde scurte), în URSS a început să se folosească în masă bruierea acestor stații radio cu ajutorul unor echipamente radio-electronice puternice. 
Rețeaua sovietică de bruiaj era cea mai puternică din lume.
„Informațiile privind protecția radio împotriva propagandei ostile și utilizarea echipamentelor radio adecvate” au fost clasificate ca secret de stat. În ajunul Jocurilor Olimpice de vară din 1980 de la Moscova, în revista „Panorama Olimpică”, cenzura a descoperit o fotografie panoramică cu un turn de bruiaj aproape invizibil din raionul Fili. Deși fotografia a fost făcută de pe puntea de observație publică de pe Dealul Lenin, de unde străinii fotografiau panorama în fiecare zi, cenzura a permis publicarea doar după ce a eliminat turnul din ilustrație.
O altă modalitate de a limita accesul cetățenilor sovietici la informațiile „din afară” a fost limitarea producției de receptoare radio cu benzi de undă mai scurte de 25 m. De la mijlocul anilor 1950, receptoarele sovietice cu aceste benzi au fost în principal exportate și rareori vândute pe piața internă. Prin urmare, în URSS erau deosebit de apreciate receptoarele importate cu banda unde scurte, precum și artizanii care puteau acorda receptorul pe o bandă de înaltă frecvență.

### Folosirea experienței sovietice de restricționare a informației în „democrațiile populare”
În țările din Blocul răsăritean, experiența sovietică a blocadei informaționale a fost, de asemenea, utilizată pe scară largă. În acest scop, a fost pus în aplicare un sistem de măsuri prohibitive și restrictive, de la introducerea cenzurii politice, lichidarea centrelor culturale și de informare, a bibliotecilor și instituțiilor din țările occidentale, până la interzicerea liberei circulații a cetățenilor străini. O importanță deosebită a fost acordată bruiajului posturilor de radio ale statelor capitaliste și, începând din 1948, din Iugoslavia
Astfel, partidele comuniste aflate la guvernare „au căutat să reproducă modelul sovietic de control al informației și crearea unei societăți închise informațional”.

### Perestroika și relaxarea cenzurii
În perioada perestroikăi, care a început în 1986 și s-a încheiat odată cu prăbușirea URSS în 1991, cenzura a slăbit încet, ajungând aproape să dispară până în 1991.
Relaxarea cenzurii s-a manifestat prin declararea de către conducerea sovietică a politicii de Glasnost din 25 februarie 1986. În raportul la cel de-al XXVII-lea Congres al Partidului Comunist al Uniunii Sovietice Mihail Gorbaciov a spus:
„Problema fundamentală pentru noi este extinderea glasnostului. Este o chestiune politică. Fără glasnost, nu există și nu poate exista democrație, creativitatea politică a maselor, participarea lor la guvernare. ”
Acest lucru a însemnat o oportunitate de aducere în discuție a mai multor subiecte până atunci tabu și de criticare a anumitor autorități. În special, în mass-media au apărut articole despre abuzurile funcționarilor de partid și de stat, despre greutățile economice și deficit de mărfuri, despre fenomene sociale negative, (de exemplu, dependența de droguri și prostituția), muzică și alte subculturi în rândul tinerilor (denumite informal, spre deosebire de organizațiile de tineret formale (oficiale)).
Aceasta a însemnat ocazia de a discuta multe subiecte anterior tabu, de a critica anumite autorități. În special, în mass-media au apărut publicații despre abuzurile oficialilor de partid și de stat, despre dificultățile economice și deficitul de mărfuri, despre fenomene sociale negative (de exemplu, despre dependența de droguri și  prostituție), despre muzica și alte subculturi din mediul tineretului (denumite „informale”, spre deosebire de organizațiile „formale”, oficiale).
Însăși existența cenzurii a fost recunoscută public într-un interviu acordat de Mihail Gorbaciov ziarului francez L'Humanité, apărut în presa sovietică pe 8 februarie 1986. Un aspect important a fost indicarea obiectivelor restricțiilor cenzurii: protecția secretelor de stat și militare, interzicerea propagandei de război, a cruzimii și a violenței, protecția integrității personale. Cu toate acestea, motivele ideologice („propaganda antisovietică” etc.) nu au fost menționate.
Pe 4 septembrie 1986, Glavlit Uniunii Sovietice a emis Ordinul nr. 29s, care instruia cenzorii să se concentreze asupra chestiunilor legate de protecția în presă a secretelor de stat și militare și să informeze autoritățile de partid doar despre încălcări semnificative în sfera ideologică.
Una dintre primele manifestări ale noii tendințe a fost publicarea poeziilor lui Nikolai Gumiliov în numărul din aprilie 1986 al revistei Ogoniok.
Prin decretul Cc al PCUS din 25 septembrie 1986, s-a decis oprirea bruiajului transmisiilor unor posturi de radio străine („Vocea Americii”, „BBC") și crește bruiajul altora („Europa Liberă”, „Deutsche Welle”). Pe 23 mai 1987, Uniunea Sovietică au încetat în cele din urmă să bruieze programele de radio ale Vocii Americii și ale altor posturi de radio occidentale. Bruiajul complet al emisiunilor posturilor de radio străine din URSS a fost oprit începând cu 30 noiembrie 1988.
În 1987, Comisia interdepartamentală condusă de Glavlit al URSS și-a început activitatea de revizuire a publicațiilor în vederea transferului acestora din departamentele de depozitare specială în colecțiile „deschise”. La acea vreme, până la o jumătate de milion de ediții erau stocate în depozitele speciale ale marilor biblioteci. În fondul departamentului de depozitare specială a Bibliotecii de stat. V. I. Lenin se aflau din aproximativ 27.000 de cărți sovietice și 250.000 de cărți străine, 572.000 de numere de reviste străine, aproximativ 8.500 de colecții anuale de ziare străine. La începutul anului 1985, 1,5% din toate materialele de arhivă - aproximativ 150.000 de articole - erau păstrate în depozitul special al Arhivei Centrale de Stat din Lituania.
Anul 1988 a reprezentat un moment de răscruce pentru publicarea multor autori care până atunci fuseseră interziși. A fost vorba în special, romanele Arhipelagul Gulag de Aleksandr Soljenițîn, Doctor Jivago de Boris Pasternak, Viața și destinul de Vasili Grossman și alții. Între 1986 și 1990 a fost tipărită atât de multă literatură interzisă anterior, încât Iuri Lotman a numit această perioadă „o explozie culturală”.
Sovietul Suprem a adoptat pe 12 iunie 1990 „Legea URSS privind presa și alte mijloace de informare în masă”, care a declarat în mod explicit că „Cenzura informațiilor în mass media nu este permisă”. Ordinul de promulgare al Sovietului Suprem a instruit Consiliul de Miniștri al URSS să „pregătească și să prezinte Sovietului Suprem al URSS proiecte de legi care să reglementeze protecția secretelor de stat și a altor secrete și activitățile anumitor mijloace de informare în masă, inclusiv ale televiziunii și radioului”.
Glavlit a emis pe 9 iulie 1990 un ordin „Cu privire la lichidarea colecțiilor speciale” prin care se ordona ca toate cărțile să fie transferate în colecțiile generale. 
Odată cu adoptarea unei noi legi a presei, cenzura prealabilă a devenit un serviciu prestat de Glavlit pe bază voluntară și rambursabilă. Potrivit ziaristului și criticului literarAndrei Malgihn, ziarele și revistele au început să apară fără cenzură prealabilă de la 1 august 1990.
La începutul anului 1991, din cauza destabilizării situației din țară, a avut loc o creștere a cenzurii la televiziune. Pe 4 ianuarie, un episod al emisiunii foarte populare „Vzgliad (Взгляд)”, care trebuia să prezinte un interviu cu ministrul de externe demisionar Eduard Șevardnadze, nu a fost difuzat. Mai apoi, programul Vzgliad a fost oprit de la difuzare mai multe luni la rând. 
În timpul loviturii de stat din 19 august 1991, toate publicațiile tipărite, cu excepția celor de partid, au fost interzise prin decret al Comitetului de Stat de Urgență. Pe 22 august, decretul a fost anulat.
Glavlit a fost desființat printr-un decret al Cabinetului de Miniștri al URSS pe 13 aprilie1991 iar funcțiile sale au fost transferate Ministerului Informației și Presei al URSS. În mai 1991, fostul director al Glavlit, V. A. Boldîrev a trimis o scrisoare președintelui sovietic Mihail Gorbaciov în care se afirmă următoarele:
„O analiză mass-media arată că unele publicații sunt angajate în propagandă menită să destabilizeze societatea noastră, să slăbească puterea de stat, să instige la conflicte interetnice, să discrediteze forțele armate sovietice, să publice materiale la limita insultelor și calomniilor la adresa celor mai înalte autorități ale țării și să promoveze în mod aproape deschis pornografia și violența... Pentru a elimina astfel de procese negative, ar fi necesar să se însărcineze un organism non-departamental al Uniunii, care să monitorizeze punerea în aplicare a legii presei și altor mijloace de informare în masă.”
Cu toate acestea, conducerea sovietică nu a luat nicio măsură pentru a spori cenzura. „Agenția pentru Protecția Secretelor de Stat în Mass-Media”, înființată 25 iulie 1991 în cadrul Ministerului Informației și Presei al URSS, a fost lichidată prin decretul Consiliului de Miniștri al RSFSR din 15 octombrie 1991 și un ordin al Ministerului Informației și Presei al URSS din 24 octombrie 1991. Astfel, 24 octombrie 1991 poate fi considerată ultima zi a cenzurii de stat în URSS.
Pe 25 decembrie 1991, URSS a încetat să mai existe. În Federația Rusă, unul dintre statele succesoare ale URSS, a fost adoptată pe 27 decembrie 1991 Legea Federației Ruse „Cu privire la mass-media”, care interzicea în mod explicit cenzura.

## Rezistență și proteste
Mulți scriitori, cercetători și personalități publice renumite au protestat împotriva cenzurii. Protestele au început aproape imediat după introducerea cenzurii. Deja, pe 26 noiembrie 1917, Uniunea Scriitorilor Ruși a publicat un număr special de o zi „Un ziar-protest. În apărarea libertății presei”. În el au participat Zinaida Gippius, Evgheni Zamiatin, Vera Zasulici, Vladimir Korolenko, Dmitri Merejkovski, Alexandru Potresov, Fiodor Sologub, Pitirim Sorokin și alții
Delegații la primul Congres al jurnaliștilor sovietici din întreaga Rusie, care a avut loc la Moscova în noiembrie 1918, au protestat împotriva „dominației arbitrare a birocrației locale”și a „comisarilor mari și mici”.
Maxim Gorki i-au scris pe 8 noiembrie 1923 lui Vladislav Hodasevici:
„Din știrile care uimesc mintea, pot spune că... în Rusia, Nadejda Krupskaia și un oarecare M. Speranski au interzis să fie citiți: Platon, Kant, Schopenhauer, Vl. Soloviov, Taine, Ruskin, Nietzsche, Tolstoi, Leskov, Iasinski (!) și mulți alți asemenea eretici. Și se spune: „Departamentul de Religie ar trecui să conțină numai cărți antireligioase”. Toate acestea nu sunt o anecdotă, ci sunt tipărite într-o carte intitulată "Indexul privind retragerea literaturii antiartistice și contrarevoluționare din bibliotecile care servesc masele de cititori”... Prima reacție pe care am avut-o a fost că am început să scriu o cerere la Moscova ca să renunț la cetățenia rusă. Ce altceva puteam să fac dacă această atrocitate se dovedea a fi adevărată?”
Revoluționarul, comandantul militar și diplomatul Feodor Raskolnikov a publicat pe 17 august 1939 în ziarul parizian „Noua Rusie” o „Scrisoare deschisă către Stalin” în care a scris:
„Proclamând cu ipocrizie că intelectualitatea este „sarea pământului”, ați privat scriitorul, omul de știință și pictorul de libertatea lor interioară. Ați strâns arta într-o menghină, în care se sufocă, se ofilește și se stinge. Furia cenzurii, înspăimântată de tine, și timiditatea de înțeles a redactorilor, care răspundeau cu capul lor de tot, au dus la osificarea și paralizia literaturii sovietice. Un scriitor nu poate publica, un dramaturg nu poate pune în scenă o piesă de teatru, un critic nu-și poate exprima opinia personală fără a fi marcat de ștampila oficială de aprobare.”
Un număr de oameni de știință sovietici și-au exprimat deschis indignarea față de acțiunile incompetente ale cenzorilor sovietici.
„ Este dificil să se ia în considerare prejudiciul provocat de cenzor – complet mediocru, ignorant și, probabil, împiedicând în mod deliberat activitatea științifică din țara noastră. ”— academician В. И. Вернадский
„Măsurile Glavlit de care mă plâng ne complică munca și sunt, de asemenea, jignitoare pentru omul sovietic, deoarece scopul pe care îl urmăresc este de neînțeles... Dacă este vorba de o preocupare pentru puritatea gândurilor și părerilor noastre prin interzicerea cunoașterii păcatului, atunci nu prea are sens... Se pare că angajații Glavlit nu au citit prea mult Șchedrin, altfel ar fi înțeles absurditatea zelului birocraților pentru interdicții”— academician Piotr Kapița
În mai 1967, scriitorul Aleksandr Soljenițîn a trimis o „Scrisoare către Congresul” Uniunii Scriitorilor din URSS, care a devenit foarte cunoscută în rândul intelectualității sovietice și în Occident. În scrisoare se spunea în special:
„
Cenzura sub numele obscur de Glavlit, neprevăzută de constituție, deci ilegală și nicăieri numită public, planează asupra ficțiunii noastre și exercită arbitrariul analfabeților literari asupra scriitorilor. Relicvă a Evului Mediu, cenzura și-a târât termenul de Matusalem în secolul XXI! Perisabilul, întinde mâna să-și însușească moștenirea unui timp nepieritor: separând cărțile corespunzătoare de cele necorespunzătoare”—Aleksandr Soljenițîn
Elena Bonner a citit pe 10 decembrie 1975 la Oslo scrisoarea lui Andrei Saharov de acceptarea a Premiului Noble, în care acesta a cerut, printre altele,  „libertatea de conștiință, existența unei opinii publice informate, pluralismul în sistemul de învățământ, libertatea presei și accesul la sursele de informare”.
Alți oameni care au protestat public împotriva cenzurii au fost Mihail Bulgakov, Mihail Zoșcenko, Vladimir Voinovici, Konstantin Simonov, Aleksandr Tvardovski, Kornei Ciukovski, Konstantin Fedin, Ilia Ehrenburg și mulți alții.
Chiar și cenzorii înșiși au obiectat la unele dintre restricțiile cenzurii. În special, Vladimir Simankov, șeful Departamentului III al Glavlit, a descris cum, datorită cenzurii, analiștii străini au „descoperit” toate întreprinderile sovietice de apărare din Asia Centrală.

### Cenzura și emigrația
Din cauza cenzurii, oamenii talentați din profesiile creative nu și-au putut atinge cu adevărat potențialul în URSS.
O serie de scriitori celebri (de exemplu, Evgheni Zamiatin, Aleksandr Soljenițîn, Vladimir Voinovici), poeți (Iosif Brodski]), pictori (Konstantin Korovin, Alexandre Benois), cântărețul Feodor Șaliapin și numeroase alte personalități culturale au fost forțate să emigreze sau au fost expulzate din țară.
O problemă similară a existat și în rândul oamenilor de știință, în special a celor din științele umaniste. Printre exemple se numără sociologul Pitirim Sorokin, filosofii Ivan Iliin, Nikolai Berdiaev și Semion Frank, care au fost exilați în străinătate de către GPU, istoricul Serghei Melgunov și mulți alții.

## Ocolirea restricțiilor cenzurii

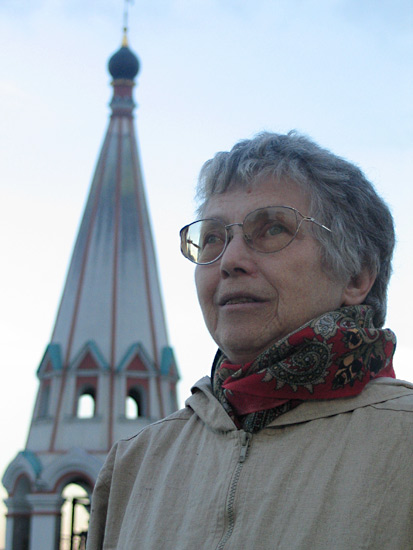
Natalia Gorbanevskaia - creatorul „Cronica evenimentelor actuale”, primul buletin sovietic „samizdat” privind drepturile omului

Metodele de eludare a cenzurii au inclus limbajul esopic) samizdatul, contrabanda, publicarea în străinătate („tamizdat”) și altele.
De exemplu, o bibliotecă clandestină de literatură necenzurată și samizdat a funcționat în Odesa din 1967 până în 1982, cu aproximativ 2.000 de cititori.
Disidenții sovietici au fost luptători activi împotriva cenzurii politice. Principala metodă de diseminare a informațiilor era samizdatul. O parte a mișcării disidente s-a implicat în  apărarea drepturilor și libertăților cetățenilor, inclusiv a dreptului de a primi și de a difuza informații. Primul buletin necenzurat al URSS despre drepturile omului, Cronica evenimentelor curente, a fost distribuit în samizdat timp de 15 ani - de la 30 aprilie 1968 până la 17 noiembrie 1983. Activități similare au fost desfășurate de către Grupul Helsinki din Moscova, Sindicatul liber interprofesional al lucrătorilor și alte organizații.
Sunt cunoscute și o serie de cazuri de „falsuri literale”, în care autorii au inventat o sursă pretins tradusă. În special, poetul Vladimir Lifșiț a inventat un anume poet englez „James Clifford”, care ar fi fost ucis în 1944 pe Frontul de Vest. El a publicat aceste „traduceri”, care erau propriile sale poezii. La fel a făcut și Alexandr Ghitovici, care a inventat numele unui poet „francez” și și-a tipărit operele sub această mască. Bulat Okudjava a numit una dintre cele mai bune poezii ale sale „Rugăciunea lui Francois Villon”, deoarece era sigur că nu va trece de cenzură altfel..
O altă metodă de eludare a cenzurii a fost așa-numita „metoda câinelui”. Aceasta consta în inserarea în operă a unui episod evident absurd și care să atragă atenția, astfel încât cenzorii să treacă cu vederea nuanțele mai puțin evidente. În special, acesta a fost modul în care filmul Mâna cu briliante a fost salvat aproape în întregime de editările cenzurii, în care regizorul Leonid Gaidai a inclus intenționat o explozie nucleară la finalul filmului. Comisia Comitetului de Stat pentru Cinematografie al Consiliului de Miniștri al URSS (Goskino) a fost îngrozită și a cerut ca explozia să fie înlăturată. După ce a rezistat de dragul aparențelor, Gaidai a eliminat explozia, iar filmul a rămas „nepângărit” de cenzură, așa cum spera Gaidai. Cu toate acestea, filmul însă nu a putut evita intervenția cenzorilor asupra altor detalii, dar unele dintre pretențiile acestora au fost eliminate.
Regizorul filmului muzical pentru copii „Aventurile lui Petrov și Vasechin”, Vladimir Alenikov, a vorbit despre o altă modalitate de a trece peste interdicțiile cenzurii în cinematografie. În 1983, după ce a fost refuzat de toate autoritățile, a reușit să o invite pe fiica lui iuri Andropov,  Secretarul General al Partidului Comunist al Uniunii Sovietice, să vadă filmul, Irina, care lucra ca redactor-șef adjunct al revistei „Musical Life”. Simpla veste a viitoarei proiecții a fost suficientă pentru ca filmul să fie imediat introdus de conducerea Gosteleradio în programul Televiziunii Centrale
Regizorul filmului muzical pentru copii „Aventurile lui Petrov și Vasechkin” Vladimir Alenikov a vorbit despre o altă opțiune pentru depășirea interdicțiilor de cenzură în cinema. În 1983după ce a fost refuzat de toate autoritățile, a reușit să o invite pe fiica secretarului general al Comitetului Central al PCUS Yuriya Andropova Irina, care lucra ca redactor adjunct în- șeful revistei Musical Life, să vizioneze filmul. Doar vestea viitoarei proiecții a fost suficientă pentru ca filmul să fie imediat plasat de conducerea Comitetul de Stat al URSS pentru Televiziune și Radiodifuziune (Gosteleradio) în programul Televiziunii Centrale.
La sfârșitul anului 1978 a apărut în samizdat un almanah literar „Metropol”, fiind indicate și numele autorilor și redactorilor, printre care se numărau scriitori renumiți ca Vasili Aksionov, Andrei Bitov, Viktor Erofeev, Fazil Iskander, Evgheni Popov, Bella Ahmadulina, Vladimir Vîsoțki, Semion Lipkin, Andrei Voznesenski. Potrivit lui Liudmila Alexeeva, acesta a fost primul caz masiv de „exercitare a libertății de creație de către scriitori profesioniști pentru a ocoli cenzura”. Au fost persecutați autorii și editorii, iar V. Erofeev și E. Popov au fost excluși din Uniunea Scriitorilor.
Un canal important și necenzurat în masă pentru diseminarea informațiilor a fost bancul. Prin această formă de folclor oamenii își exprimau adesea atitudinea critică față de autorități și față de ideologia comunistă. Bancurile politice au fost deosebit de răspândite în anii 1960 și 1970. La începutul anilor '80 o glumă bună s-a răspândit de la Moscova la Vladivostok în 3 zile. Autoritățile au dat în judecată distribuitorii de bancuri politice, inclusiv în cadrul procedurilor penale.
Odată cu apariția unui număr mare de casetofoane de uz casnic, au început să fie distribuite (copiate liber pe suporturi) melodii rock și cântece de autor, iar odată cu apariția videocasetofonelor, au început să fie distribuite (copiate pe casete) filme străine necenzurate, livrate prin contrabandă.
Primul muzician rock sovietic care a ignorat în mod deschis regulile de cenzură a fost Mihail Borzîkin (formația rock „Televizor””), care a cântat la un concert în 1986 melodiile care nu primiseră viza de difuzare „Noi mergem” și „Scăpat de sub control”. nu au trecut de cântecele „lituaniene” „We are going” și „Get out of control”. După aceea, grupului i s-a interzis să cânte timp de șase luni„«Телевизор»” [„Televizor”] (în rusă). Arhivat din originalul de la 10 mai 2009. Accesat în 9 aprilie 2009.</ref>.

## Impactul asupra culturii și științei
Doctorul în științe istorice Tatiana Goriaeva scrie că „cenzura sovietică a fost întotdeauna apreciată ca o manifestare extrem de reacționară a puterii totalitare”.
Vladimir Voinovici credea că cenzura politică, dacă este acceptată de un scriitor, duce la „degradarea personalității și a talentului”. El i-a citat ca exemple pe Alexei Tolstoi, Fadeev și Șolohov. În opinia sa, cenzura a stimulat promovarea și publicarea de scriitori care nu erau foarte talentați, dar care doreau și puteau să promoveze politicile PCUS, în timp ce autoritățile îi persecutau pe scriitorii talentați care nu acceptau să se adapteze la restricțiile cenzurii. Astfel, Voinovici a considerat că impactul cenzurii asupra culturii din URSS a fost fără echivoc negativ. Voynovici nu a fost singurul singurul care a evaluat impactul negativ al cenzurii. Regizorul de film Eldar Reazanov și scriitorul Vitali Korotici sunt de aceeași părere, la fel ca alte personalități culturale. Literatura rusă clasică a fost, de asemenea, supusă cenzurii ideologice.
Kornei Ciukovski a spus:
„... În condițiile regimului despotic, literatura rusă s-a stins și aproape a pierit... Dependența presei actuale a dus la tăcerea talentelor și la guițatul oportuniștilor – o rușine pentru activitatea noastră literară în fața întregii lumi civilizate.”
O serie de lucrări ale scriitorilor ruși nu a putut ajunge la cititorii sovietici timp de decenii - de exemplu, romanul „Cinicii” al lui Anatoli Marienhof, publicată la Berlin în 1928, nu a fost publicată în URSS decât în 1988.
A. V. Kustova a ajuns la următoarea concluzie atunci când a descrie o serie de interdicții absurde ale cenzurii:
„În acei ani, cenzorii erau adesea exigenți cu textele care nu aveau intenția de a submina principiile. Dar ideea este că cenzura totalitară nu face distincție între principal și secundar, între esențial și neimportant. Baremele cenzurii este aceeași pentru un text „antisovietic” cu adevărat criminal, pentru o greșeală de tipar într-un careu de cuvinte încrucișate sau o întorsătură curioasă de frază în traducere. Sarcina sa principală este să intimideze toți scriitorii, să creeze o frică totală, să educe scriitorii conformiști și să izoleze autorii care sunt indezirabili pentru autorități.”
Există și alte puncte de vedere cu privire la rolul cenzurii în societatea sovietică. De exemplu, Iosif Brodski credea că depășirea foarfecilor cenzurii a stimulat creativitatea și a dezvoltat talentul. O părere asemănătoare a avut scriitorul și criticul literar Lev Losev. Opinii similare au romancierul și dramaturgul Iuri Mamleev, actorul Donatas Banionis și alții.
Nevoia de stăpânire a formei artistice pentru ocolirea cenzurii a avut implicații nu doar pentru scriitori, ci și pentru cititori, contribuind astfel într-un mod aparte la dezvoltarea culturală a publicului.
Mihail DeIaighin crede că cenzura sovietică, care a căutat „răzbunare primitivă asupra unui personaj străin de clasă”, Ostap Bender, i-a determinat pe Ilf și Petrov să schimbe finalul romanului lor „Vițelul de aur”, iar rezultatul a fost „superb”. 
Uneori, cenzura a dat naștere unei lucrări aproape noi: așa că remakeul lui Serghei Eisenstein a celebrului film Dr. Mabuse, jucătorul al lui Fritz Lang a transformat filmul rezultat, „Putregaiul aurit”, după cum îl caracteriza Oleg Aronson, în „agitația revoluționară”.
Un alt punct de vedere larg răspândit este că cenzura a fost un factor de descurajare a inculturii, indulgenței, abuzului de libertate de exprimare și minciunii. Acest punct de vedere este susținut, de exemplu, de politologul Andrei Saveliev și de istoricul Gheorghi Kumaniev. Regizorul Stanislav Govoruhin subliniază rolul negativ al cenzurii, dar adaugă că „sub cenzură, mai ales sub cenzură morală”, s-a creat „adevărata artă, adevărata literatură”.
Scriitorul Fazil Iskander este de părere că „cenzura care a existat în perioada sovietică a constat în proporție de 90% în restricții politice, dar 10% a eliminat vulgaritatea și grosolănia”.
Există, de asemenea, o credință larg răspândită conform căreia abia după ce cenzura din televiziune a fost abolită, violența din filme și televiziune a devenit un fenomen de masă. Pe de altăparte, profesorul Alexandr. V. Fedorov subliniază că „în sălile de cinema din anii '20-'50, și pe ecranele cinematografelor și de televiziune în anii '60-'80 erau difuzate o mulțime de filme naționale, care glorificau și promovau așa-numitele „violență revoluționară” sau „teroare revoluționară" generată de „lupta de clasă”, „dictatura proletariatului”, războiul civil și așa mai departe.”
După cum scrie istoricul de film Oleg Kovalov, „nu a existat cu adevărat un cinematograf mai brutal și mai naturalist al anilor '20 decât cel sovietic – «cenzura burgheză» nu ar fi permis pe ecran nici măcar o sutime din atrocitățile descrise în filmele rusești despre revoluție”.

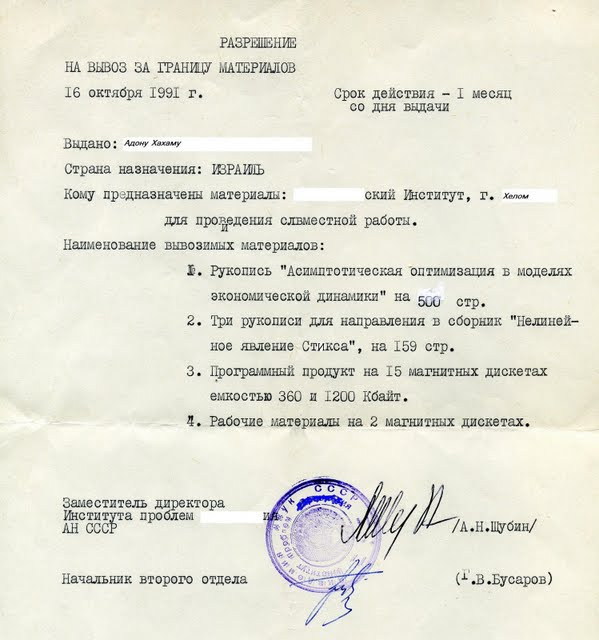
Autorizația sovietică de export a un manuscris în străinătate. Oamenii de știință trebuiau să o obțină o asemenea autorizație chiar și pentru propriile fișiere în manuscris sau copiate pe dischete de calculator.

Cenzura ideologică a afectat grav dezvoltarea științelor umaniste în URSS. Orice cercetare științifică neconformă cu ideologia marxist-leninistă era efectiv interzisă. Orice abatere de la politica curentă, chiar și în cadrul ideologiei comuniste generale, era supusă ostracizării și represiuni. Renumitul critic literar Iuri Lotman a amintit că, în 1984, întregul tiraj al numărului 645 al revistei „Însemnări ale savanților” al Universității din Tartu a fost distrus pentru că au fost menționate numele lui Gumilev și Berdjaev.
Chiar și scrierile fondatorului comunismului Karl Marx au fost cenzurate. De exemplu, în operele complete ale lui Karl Marx și Friedrich Engels, nu a fost inclusă „Istoria diplomației în secolul al XVIII-lea” a lui Marx. Această lucrare nu a fost publicată decât în perioada „dezghețului” din anii 1960. Potrivit academicianului Iuri Afanasiev, acest lucru s-a întâmplat pentru că „a pătruns în sfânta sfintelor identității noastre: a vorbit despre moralitatea îndoielnică și natura inestetică a puterii princiare în Rusia și și-a exprimat opinia despre motivele ascensiunii Moscovei”.
Academicianul Dmitri Lihachev a scris:
„Evoluția științei a fost concepută ca o represiune împotriva celor care nu erau de acord cu singura direcție, intrinsec corectă. În loc de controverse științifice – denunțuri, demascări, interdicție de a face știință și, în multe cazuri – arestări, exilări, pedepse cu închisoarea, distrugere. Nu numai institute, laboratoare, oameni de știință, școli științifice, ci și cărți, manuscrise și date experimentale au fost distruse.”
În domeniul științelor naturale, problema cenzurii nu a fost la fel de puternică, dar într-o serie de domenii, ca de exemplu în genetică și cibernetică, a dus la o stagnare serioasă timp de mai mulți ani.
Potrivit disidentului și cercetătorului Valentin Turcin, cenzura, ca principal obstacol în calea dezvoltării societății informaționale, a provocat, de asemenea, pagube materiale gigantice URSS-ului. El a considerat cenzura o crimă economică gravă.

### Cenzura și laureații Premiului Nobel pentru literatură

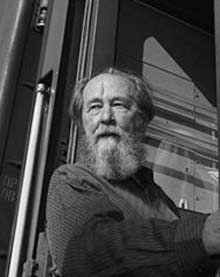
Laureat al Premiul ui Nobel pentru literatură, Aleksandr Soljenițîn, a fost expulzat din Uniunea Scriitorilor Sovietici pentru activitățile sale literare.

Operele literare ale tuturor laureaților Premiului Nobel pentru literatură de origine rusă și sovietică au fost supuse unor restricții de cenzură în diferite grade.
Operele lui Ivan Bunin, care a emigrat în timpul războiului civil, nu au fost publicate deloc în URSS între 1929 și 1954, iar mai multe lucrări au fost publicate abia după declanșarea perestroikăi.
Boris Pasternak a fost exclus din  Uniunea Scriitorilor din URSS, iar principala sa lucrare de proză, romanul „ Doctor Jivago”, a fost interzisă la publicarea în Uniunea Sovietică, ceea ce nu a împiedicat condamnarea autorului de către cei care nu au citit romanul Romanul a fost publicat în URSS abia în 1988.
Operele lui Mihail Șolohov au fost mai norocoase - a reușit să publice romanul Pe Donul liniștit sfidând cenzura, deși după numeroase revizuiri. Lucrările sale ulterioare au fost mult mai slabe, iar apoi a încetat să mai scrie.
Alexandr Soljenițîn a fost persecutat pentru opera sa literară începând din 1965. Ulterior, a fost expulzat din Uniunea Scriitorilor din URSS, i s-a retras cetățenia și a fost expulzat din țară. Romanul Arhipelagul Gulag și alte lucrări au fost interzise la publicare în URSS și au fost distribuite doar în samizdat până la Perestroika.
Iosif Brodski a fost forțat să părăsească URSS în urma represiunii penale și psihiatrice, iar operele sale au început să fie publicate în URSS abia după 1990.
De asemenea, au fost cenzurate lucrările laureaților străini ai premiului Nobel. De exemplu, deși aprobată inițial, publicarea romanului  Pentru cine bat clopotele al lui Ernest Hemingway în revista a fost interzisă din motive ideologice de către Comitetul Central al PCUS în 1960. Romanul a fost publicat în URSS în 1968 cu mai mult de 20 de pasaje eliminate de cenzură în text. În romanul lui Heinrich Böll „Portret de grup cu o doamnă” din 1973, 150 de locuri din text (500 de rânduri) au fost modificate.

### Cenzura și chestiunea națională
Restricțiile impuse de cenzură au fost deosebit de acute atunci când au fost discutate probleme naționale. Conform orientărilor ideologice din acele timpuri, în URSS nu existau contradicții și probleme interetnice. Prin urmare, autoritățile locale de cenzură au acordat o atenție deosebită materialelor care menționau anumite naționalități în loc de „poporul sovietic”.
În 1937, o serie de ziare din Leningrad care erau publicate în limbi naționale (de exemplu în finlandeză) au fost închise. Motivul închiderii a fost că organele de partid nu au putut asigura controlul conținutului acestora.
În Letonia a fost interzisă publicarea de materiale despre represiunile din 1937-1938 împotriva comuniștilor letoni, despre deportarea violentă a populației Letoniei în 1941 și 1949, pentru discutarea problemelor legate de învățarea  limbii letone și așa mai departe. Аналогичные проблемы были и в других национальных республиках.
Tematica evreiască a fost cenzurată în mod sistematic în URSS încă de la începutul anilor 1920 . Predarea limbii ebraică (cu excepția studiilor din departamentele de studii orientale) a fost interzisă, și a fost interzisă și studierea literaturii ebraice. Activitățile partizanilor evrei și ale luptătorilor clandestini în timpul Marele Război pentru Apărarea Patriei au fost trecute sub tăcere în Belarus. Participarea evreilor la mișcarea de partizani a fost ascunsă la capitolul „alte naționalități”. Pe monumentele dedicate celor uciși în Holocaust, în loc de „evrei” era scris „civili” sau „cetățeni sovietici”. „Tema evreiască” a fost cenzurată nu numai în Belarus. În 1964, editura Tânăra Gardă a publicat romanul documentar al lui V. R. Tomin și A. G. Sinelnikov „Reîntoarcerea este nedorită” despre lagărul de exterminare nazist Sobibor. Deși în acest lagăr au fost exterminați aproape în eclusivitate evrei, cuvântul „evreu” nu este menționat nici măcar o dată în paginile cărții.

### Cenzura și sexul
După revoluția din anii 1920, în URSS a avut loc o revoluție sexuală, iar cenzura nu a împiedicat o discuție foarte sinceră despre relațiile sexuale. Cu toate acestea, în anii 1930, potrivit sexolog, profesorul Igor Kon, ”Partidul bolșevic a întrerupt cu forța acest proces, lichidând complet atât cercetarea sexologică, cât și educația sexuală și arta erotică”.
Ulterior, „sexualitatea ca atare nu s-a încadrat deloc în ideologia sovietică”. Prin urmare, chiar și articolele enciclopedice relevante („Sex”, „Viața sexuală, etc.) au fost dedicate practic doar medicinei și biologie, dar nu și psihologiei și relațiilor umane. Datorită faptului că homosexualitatea era considerată o perversiune sexuală și era pedepsită de legea penală, menționarea acestui subiect a fost practic exclusă. Potrivit lui Kon, rezultatul tuturor acestor interdicții a fost unul dintre cele mai scăzute niveluri de cultură sexuală din lume. Un exemplu tipic de astfel de cenzură este povestea interzicerii unei scene erotice din filmul „Răzbunătorii evazivi”. Deși scenele cu accente erotice au trecut uneori prin sita cenzurii („Echipaj” (1979), „Căsătorește-te cu căpitanul” (1986)). Primul film sovietic care a depășit în sfârșit limitele a ceea ce era permis a fost drama lui Vasilii Pichul „Mica Vera” lansat în 1988.

## Agențiile de cenzură din URSS
- Editura de Stat a RSFSR (Gosizdat) a fost organul central al cenzurii presei în RSFSR până la apariția Glavlit.
- Glavlit a fost principalul organism de cenzură. Din 1922 a controlat toate tipăriturile pentru ca să se asigure că conținutul lor este în concordanță cu ideologia statului și că acestea nu divulgă secrete de stat
- Glavrepertkom a fost comisia pentru controlul spectacolelor și repertoriului. În anii 1920 și 1930, a controlat toate tipurile de spectacole și reprezentații publice, de la conferințe, prelegeri și chiar seri de muzică și dans.[253].
- Comitetul de Stat pentru Cinematografie al Consiliului de Miniștri al URSS (Goskino) a cenzurat filmele.
- Gosteleradio a cenzurat emisiunile de televiziune și radio.
- „Primele Departamente” au cenzurat informațiile științifice și tehnice din institute de cercetare, fabrici și alte organizații care aveau în dotare fotocopiatoare. În ac este organizații a fost respectată cu strictețe directiva de a aduna tot echipamentul de copiere al întreprinderii/organizației (mașini de scris, copiatoare etc.) în sediul Primului Departament înainte de sărbătorile de stat importante (1 mai, 7 noiembrie), astfel încât să poată fi împiedicată distribuirea neautorizată a oricăror materiale de propagandă (antistatale) (pliante, proclamații, apeluri etc.).
- KGB și serviciile vamele sovietice controlau cu atenție toate încercările import a cărților, revistelor (și altor materiale tipărite), materialelor audio și video din străinătate. Cu toate acestea, în ciuda tuturor eforturilor depuse, nu au putut contracara importurile ilegale/nepermise de filme străine, mai ales după răspândirea a videocasetofoanlor în țară.

În plus, nu numai departamentele speciale erau implicate în cenzură. Aproape fiecare lucrare a trebuit să fie cenzurată de către agenția care era afectată de ea. De exemplu, dacă un scriitor scria despre probleme militare, acesta era cenzurată preliminar de către Departamentul Politic Principal al Ministerului Apărării. Dacă autorul scria despre metalurgie, cenzura ținea cont de reacțiile conducerii industriei metalurgice.
Un număr mare de „cenzori voluntari” căuta să descopere orice defecte ideologice trecute cu vederea de cenzura oficială, raportându-le organelor de stat și de partid. Criticii literari oficiali au participat activ și la hărțuirea post-cenzură a unor autori și operelor acestora. Mai multe filme sovietice au fost cenzurate la cererea conducerii Chinei comuniste. Interzicerea publicării în 1960 a romanului lui Ernest Hemingway Pentru cine bat clopotele a fost influențată de o recenzie negativă făcută de Dolores Ibárruri.
Verdictul final asupra oricărei probleme controversate era însă întotdeauna dat de către organele de partid ale PCUS, care supravegheau întreaga cenzură din URSS.

### Organisme militare de cenzură
Înființate în 1918, organele de cenzură militară au suferit numeroase transformări până în ultimii ani de existență a URSS.
- Secția de cenzură militară a Departamentului Operativ al Comisariatului Poporului pentru Afaceri Militare (sfârșitul lunii iunie - decembrie 1918)[24].
- Departamentul 3 - Secția de cenzură militară (Biroul central de cenzură militară) din cadrul Secției de înregistrare a Comandamentului de campanie Sovietului Militar Revoluționar (Revvoensoviet) (decembrie 1918 - octombrie 1919)[256][257].
- Departamentul de cenzură militară (VȚO) din cadrul Comandamentului de teren al Sovietului Militar Revoluționar. (octombrie 1919 - martie 1921)
- Direcția de cenzură militară a Cartierului General al Armatei Roșii a Muncitorilor și Țaranilor (martie-aprilie 1921-august 1921)[258].
- Subdepartamentul de cenzură militară al Departamentului de Informații al CEKA (august 1921).
- Secțiunea 8 (cenzura militară centrală) a Departamentului de înregistrare al Armatei Roșii (1935).
- Departamentul de cenzură militară GRU al Statului Major al Armatei Roșii (februarie 1942 - octombrie 1942).
- Departamentul de Cenzură Militară Centrală al Comisariatului Poporului pentru Apărare (NKO) (octombrie 1942 - septembrie 1943).
- Departamentul de cenzură militară al Statului Major General al Forțelor Armate ale URSS (septembrie 1943-februarie 1946).
- Direcția de Cenzură Militară a Statului Major General al Forțelor Armate Sovietice (februarie 1946-1990).
- Departamentul pentru protecția secretelor în presă și alte mijloace de comunicare din cadrul Statului Major General al Forțelor Armate ale URSS (1990-1991).

### Niveluri de cenzură
Cercetătorul cenzurii sovietice Arlen Blium distinge 5 niveluri de cenzură
1. Autocenzura.
2. Cenzura editorială.
3. Glavlit.
4. Cenzura punitivă a  Poliției politice secrete a URSS..
5. Cenzura ideologică din partea conducerii Partidului Comunist.

Scriitorul Vladimir Voinovici a scris că „...cel mai important cenzor din Uniunea Sovietică este frica”.
În timp ce, în primii ani sovietici, cenzorii au fost nevoiți să editeze și să interzică multe lucrări contrare politicii comuniste, mai târziu, autorii și editorii au început să încerce să se adapteze la restricțiile cenzurii. Astfel a apărut fenomenul de autocenzură. Ulterior, cenzorii au căutat mai ales greșeli de tipar și aluzii și au eliminat operele autorilor reprimați.
Un cenzor de rang înalt în 1984-1989, Iu. Otreșko, a scris:
„Nimeni nu și-a permis să scrie ceva ieșit din comun, de teamă să nu fie implicat intenționat în cenzură. Oamenii care au fost activi în procesul literar sovietic sau în jurnalismul sovietic știau cum să evite cenzura. Ar fi mai corect să spunem că, pe vremea mea, cenzura nu a interzis niciodată literatura antisovietică. Pentru că nimeni nu a scris-o. Poate că au scris pe birou, dar nu au dus-o la ziare, reviste și edituri. ”
Următorul nivel a fost cenzura editorială și cenzura în uniunile de creație. După cum scrie Arlen Blium, „în anii '40 și '50, editorii înlocuiau deja cenzorii, lăsându-i pe aceștia să supravegheze respectarea unei liste de informații clasificate, predominant militar-economice”. O serie de redactori au încercat să lupte împotriva dictaturii ideologice, dar toți au fost, mai devreme sau mai târziu, înlăturați și înlocuiți cu candidați desemnați de partid. Un exemplu este Serghei Voronin, care a fost înlăturat din funcția de redactor-șef al revistei Neva 1963 pentru „descoperiri în domeniul cenzurii”. Un alt exemplu este demisia lui Aleksandr Tvardovski și soarta echipei revistei Novîi Mir din 1970.
Poziția de mijloc în materie de cenzură a fost ocupată de Glavlit, agenția oficială de cenzură. Lucrările certificate de Glavlit trebuiau să îndeplinească toate cerințele de puritate ideologică. Funcții similare au fost îndeplinite în sferele lor respective de către Comitetul de Stat al Consiliului de Miniștri al URSS pentru Cinematografie (Goskino) și Comitetul de Stat al URSS pentru Televiziune și Radiodifuziune (Gosteleradio).
Organele de securitate de stat ale URSS, GPU/OGPU - NKVD - MGB - KGB, se ocupau, de asemenea, de cenzură (inițial, GPU avea un departament politic, care, în urma unei serii de reforme, a devenit în cele din urmă cel de-al cincilea departament al KGB). În anii 1920, ei au avut, în esență, o funcție de supraveghere, verificând activitatea cenzorilor lui Glavlit și confiscând operele care, din greșeală, nu erau luate în considerare de aceștia. În anii '30 a avut loc împărțirea sferelor de influență și de competență, iar din anii '40 serviciul de securitate al statului a început să ceară Glavlit să examineze „propaganda antisovietică” din lucrările găsite de serviciul de securitate în timpul perchezițiilor și confiscărilor.
În anii 1970, KGB-ul a împiedicat tipărirea operelor scriitorilor disidenți și a „a avut grijă de cazurile” lor. Astfel, setul primei cărți a lui Serghei Dovlatov de la editura Eesti Raamat a fost distrus la ordinul KGB-ului Estoniei sovietice.
Activitatea serviciilor de securitate ale statului avea ca scop prevenirea apariției unor informații nedorite chiar înainte ca o lucrare să intre sub controlul cenzurii. De asemenea, aceștia controlau selecția și plasarea personalului pentru autoritățile de cenzură și participau la „curățarea” bibliotecilor. Cu toate acestea, cel mai important rol a fost jucat de serviciile de securitate ale statului în controlul fluxului de informații din străinătate: toate scrisorile, coletele și altele asemenea au fost plasate sub supravegherea lor.
Organele Partidului Comunist erau ultima și cea mai înaltă autoritate în materie de cenzură, decizând orice problemă. Soarta autorilor, a operelor, a editurilor și a presei se afla în întregime sub controlul departamentelor ideologice. Agențiile de cenzură din țară erau subordonate secretarului CC al PCUS și unui membru al Politburo, care supraveghea sfera ideologică. Structurile de partid au emis instrucțiuni obligatorii pentru toate organele de stat. Au fost adoptate rezoluții speciale ale celor mai înalte organisme de partid pe cele mai importante probleme .